# Đảo Phục Sinh
Đảo Phục Sinh (tiếng Tây Ban Nha: Isla de Pascua [ˈisla ðe ˈpas.kwa]; tiếng Rapa Nui: Rapa Nui) là một đảo và lãnh thổ đặc biệt của Chile nằm ở phần đông nam Thái Bình Dương, tại điểm cực đông nam của Tam giác Polynesia thuộc châu Đại Dương. Đặc điểm nổi tiếng nhất của đảo là còn lại gần 1.000 bức tượng lớn gọi là moai, do người Rapa Nui thời kỳ ban đầu dựng lên. Năm 1995, UNESCO công nhận đảo Phục Sinh là di sản Thế giới, và phần lớn đảo được bảo vệ trong phạm vi vườn Quốc gia Rapa Nui.
Các chuyên gia bất đồng về thời điểm tổ tiên của cư dân Polynesia trên đảo đến đảo lần đầu tiên. Nhiều người trong cộng đồng nghiên cứu đưa ra bằng chứng cho thấy họ đến vào khoảng năm 800, nhưng một nghiên cứu năm 2007 lại tìm thấy bằng chứng thuyết phục rằng họ đến khoảng gần năm 1200. Người dân trên đảo đã tạo ra một nền văn hóa thịnh vượng và cần cù, bằng chứng là có vô số moai bằng đá khổng lồ và các hiện vật khác trên đảo. Tuy nhiên việc phát quang đất đai để canh tác và việc chuột Polynesia du nhập khiến cho rừng dần biến mất. Vào thời điểm người châu Âu đến vào năm 1722, dân số trên đảo ước tính khoảng 2.000 đến 3.000 người. Các căn bệnh từ châu Âu, các cuộc viễn chinh lùng bắt nô lệ của Peru vào thập niên 1860, và việc di cư đến các hòn đảo khác như Tahiti càng làm dân số trên đảo suy kiệt, giảm xuống mức thấp là 111 cư dân bản địa vào năm 1877.
Chile thôn tính đảo Phục Sinh vào năm 1888. Năm 1966, người Rapa Nui được cấp quyền công dân Chile. Năm 2007, đảo được hiến pháp công nhận là "lãnh thổ đặc biệt". Về mặt hành chính, đảo thuộc về vùng Valparaíso, tạo thành một xã (Isla de Pascua) của tỉnh Isla de Pascua. Cuộc điều tra nhân khẩu Chile năm 2017 cho thấy 7.750 người đăng ký trên đảo, trong đó 3.512 (45%) tự nhận mình là người Rapa Nui.
Đảo Phục Sinh là một trong những đảo có người ở nằm xa xôi nhất thế giới. Vùng đất có người ở gần nhất (khoảng 50 cư dân vào năm 2013) là Đảo Pitcairn, cách đó 2.075 kilômét (1.289 mi); thị trấn gần nhất với dân số trên 500 người là Rikitea, trên đảo Mangareva, cách đó 2.606 km (1.619 mi); điểm lục địa gần nhất nằm ở miền trung Chile, cách đó 3.512 km (2.182 mi).

## Từ nguyên
Nhà thám hiểm người Hà Lan Jacob Roggeveen đến đảo vào Lễ Phục Sinh (5 tháng 4) năm 1722, trong khi đang tìm kiếm "Vùng đất Davis". Roggeveen đặt tên cho đảo là Paasch-Eyland (trong tiếng Hà Lan thế kỷ 18 nghĩa là "đảo Phục Sinh"). Tên tiếng Tây Ban Nha chính thức của đảo là Isla de Pascua, cũng có nghĩa là "đảo Phục Sinh".
Tên tiếng Polynesia hiện đại của đảo là Rapa Nui ("Rapa Lớn"), được đặt sau các cuộc đột kích nô lệ vào đầu thập niên 1860, và đề cập đến sự tương đồng về địa hình của đảo này với đảo Rapa thuộc quần đảo Bass của nhóm quần đảo Austral. Nhà dân tộc học Thor Heyerdahl người Na Uy lập luận rằng Rapa là tên ban đầu của đảo Phục Sinh và Rapa (Rapa Iti) ở quần đảo Bass được đặt bởi những người tị nạn từ đảo này.
Cụm từ Te pito o te henua được cho là tên ban đầu của đảo từ khi nhà dân tộc học người Pháp Alphonse Pinart đặt cho nó bản dịch lãng mạn "Cái rốn của thế giới" trong cuốn sách Voyage à l'Île de Pâques của ông, xuất bản vào năm 1877. William Churchill (1912) hỏi về cụm từ này và được cho biết rằng có ba te pito o te henua, đây là ba mũi (đỉnh đất) của đảo. Cụm từ này dường như được sử dụng theo nghĩa tương tự như tên gọi "cuối đất" ở đầu của Cornwall. Ông không thể luận ra một cái tên Polynesia cho đảo và kết luận rằng có thể chưa từng có một cái tên nào như vậy.
Theo Barthel (1974), truyền thống truyền khẩu kể rằng đảo này ban đầu được đặt tên là Te pito o te kainga a Hau Maka, "Mảnh đất nhỏ của Hau Maka". Nhưng có hai từ được phát âm là pito trong tiếng Rapa Nui, một từ có nghĩa là "cuối" và một từ có nghĩa là "rốn", và do đó cụm từ này cũng có thể có nghĩa là "Cái rốn của thế giới". Tên khác, Mata ki te rangi, có nghĩa là "Đôi mắt nhìn lên bầu trời".
Người dân trên đảo trong tiếng Tây Ban Nha được gọi là pascuense, nhưng các thành viên của cộng đồng bản địa thường được gọi là Rapa Nui.
Felipe González de Ahedo đặt tên cho đảo là Isla de San Carlos ("đảo của Thánh Charles", vị thánh bảo trợ của Carlos III của Tây Ban Nha) hoặc Isla de David (có lẽ là đảo ma của vùng đất Davis; đôi khi được dịch là "Đảo của Davis") vào năm 1770.

## Lịch sử

### Khởi đầu
Truyền thống truyền khẩu nói rằng một đoàn thám hiểm hai ca nô có nguồn gốc từ Marae Renga (hay Marae Toe Hau—còn được gọi là Quần đảo Cook) là những người định cư đầu tiên tại đảo, có người lãnh đạo là tù trưởng Hotu Matu'a và thuyền trưởng Tu'u ko Iho của ông. Đảo lần đầu tiên được do thám sau khi Haumaka mơ về một đất nước xa xôi; Hotu Matu'a cho rằng đây là một nơi đáng giá để chạy trốn khỏi một tù trưởng láng giềng, người mà ông từng để thua ba trận. Vào thời điểm họ đến, đảo chỉ có một người định cư duy nhất là Nga Tavake 'a Te Rona. Sau một thời gian ngắn lưu trú tại Anakena, những người này đã định cư ở các khu vực khác nhau trên đảo. Người thừa kế của Hotu là Tu'u ma Heke được sinh ra trên đảo. Tu'u ko Iho được cho là vị thủ lĩnh mang các bức tượng đến và khiến chúng bước đi.
Người dân đảo Phục Sinh được cho là người Đông Nam Polynesia. Các khu vực linh thiêng có tượng tương tự (marae và ahu) cũng có ở Đông Polynesia, cho thấy sự tương đồng  của đảo này với hầu hết Đông Polynesia. Khi người châu Âu tiếp xúc, dân số của đảo là khoảng 3.000–4.000 người.:17–18, 20–21, 31, 41–45
Đến thế kỷ 15, trên đảo có hai liên minh là hanau gồm các nhóm xã hội, và mata tồn tại dựa trên dòng dõi. Phần phía tây và phía bắc của hòn đảo thuộc về Tu'u, bao gồm vương thất Miru với trung tâm nằm ở Anakena, nhưng Tahai và Te Peu trước đó từng là thủ đô. Phần phía đông của đảo thuộc về 'Otu' Itu. Ngay sau chuyến thăm của người Hà Lan, từ năm 1724 đến năm 1750, 'Otu' Itu đã chiến đấu với Tu'u để giành quyền kiểm soát đảo. Điều này tiếp tục cho đến thập niên 1860. Nạn đói  theo sau việc đốt lều và tàn phá đồng ruộng. Sự kiểm soát xã hội biến mất khi lối sống có trật tự nhường chỗ cho tình trạng vô luật pháp và các băng nhóm cướp bóc khi tầng lớp chiến binh tiếp quản. Tình trạng vô gia cư trở nên phổ biến, nhiều người sống ẩn cư. Sau chuyến thăm của người Tây Ban Nha, từ năm 1770 trở đi là bắt đầu thời kỳ lật đổ tượng, huri mo'ai. Đây là một nỗ lực của các nhóm cạnh tranh nhau nhằm tiêu diệt sức mạnh tinh thần xã hội (mana) do các bức tượng đại diện, phá bỏ chúng đến đổ ngã để đảm bảo chúng đã chết và không còn sức mạnh. Không tượng nào đứng vững khi các nhà truyền giáo Pháp đến đảo vào thập niên 1860.:21–24, 27, 54–56, 64–65
Từ năm 1862 đến năm 1888, khoảng 94% dân số trên đảo đã thiệt mạng hoặc di cư. Người dân trên đảo là nạn nhân của buôn bán nô lệ từ năm 1862 đến năm 1863, kết quả là bắt cóc hoặc giết hại khoảng 1.500 người, với 1.408 người làm lao công khế ước tại Peru. Cuối cùng chỉ có khoảng chục người quay trở lại đảo Phục Sinh, nhưng họ mang theo mầm bệnh đậu mùa, khiến dân số 1.500 người còn lại thiệt mạng.  Những người thiệt mạng bao gồm tumu ivi 'atua của đảo, những người nắm giữ văn hóa, lịch sử và phả hệ của hòn đảo cùng các chuyên gia chữ viết rongorongo.:86–91

### Khu định cư Rapa Nui

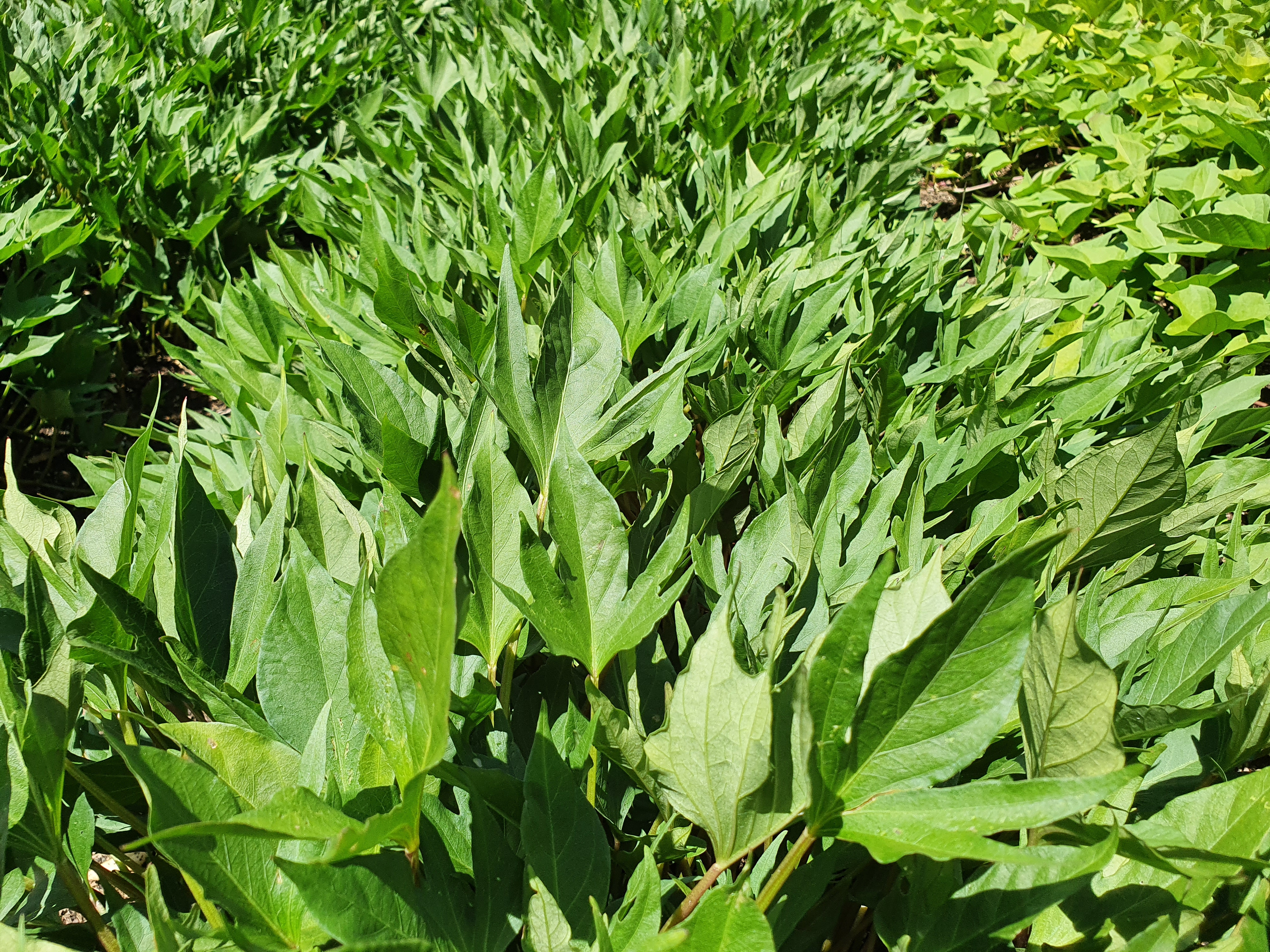
Các loại khoai lang (kumara) là cây trồng chủ yếu tại Rapa Nui của Polynesia

Ước tính về thời điểm loài người lần đầu đến đảo định cư dao động từ năm 300 đến năm 1200 , nhưng ước tính tốt nhất hiện nay về quá trình thuộc địa hóa là vào thế kỷ 12. Quá trình thuộc địa hóa đảo Phục Sinh có vẻ trùng hợp với khi xuất hiện những người định cư đầu tiên tại Hawaii. Nhờ xác định niên đại bằng carbon phóng xạ, gần như tất cả các niên đại định cư ban đầu từng được ấn định tại Polynesia đã bị thay đổi. Các nghiên cứu khảo cổ học cung cấp niên đại muộn này: "Xác định niên đại cacbon phóng xạ của các lớp địa tầng sớm nhất tại Anakena, đảo Phục Sinh và phân tích về niên đại cacbon phóng xạ trước đó cho thấy rằng đảo này bị thuộc địa hoá muộn, khoảng Bản mẫu:CE. Các tác động sinh thái quan trọng và đầu tư văn hóa lớn vào kiến trúc và bức tượng hoành tráng do đó được bắt đầu ngay sau khi định cư ban đầu."

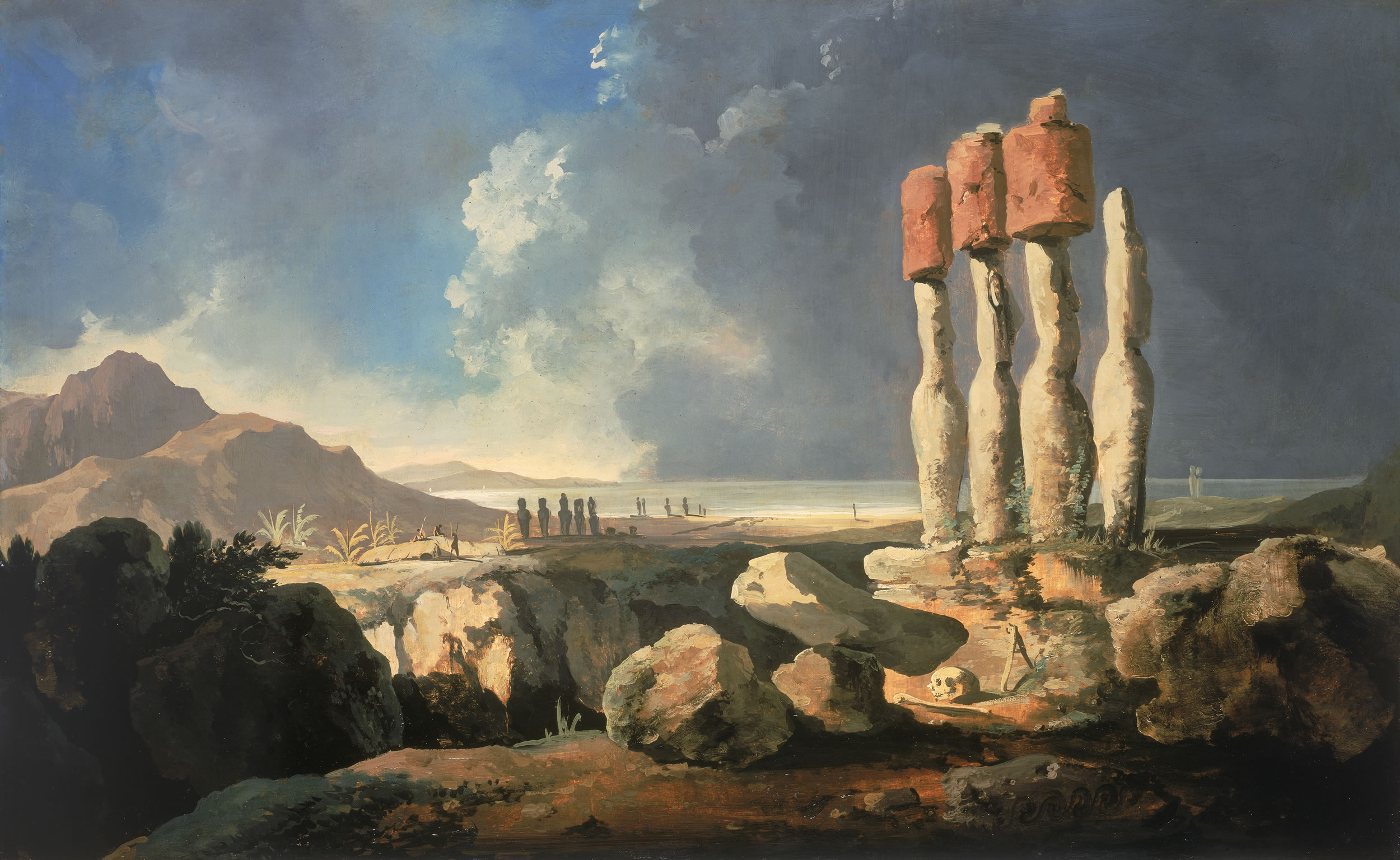
Quang cảnh các di tích của đảo Phục Sinh, Rapanui, c. 1775–1776 của William Hodges.

Theo truyền thống truyền khẩu, khu định cư đầu tiên là tại Anakena. Các nhà nghiên cứu lưu ý rằng điểm đổ bộ Caleta Anakena là nơi trú ẩn tốt nhất của đảo khỏi những đợt sóng lớn, cũng như là một bãi biển đầy cát để ca nô đổ bộ và hạ thuỷ, vì vậy đây có thể là nơi định cư sơ khởi. Tuy nhiên, xác định niên đại bằng carbon phóng xạ kết luận rằng các địa điểm khác có trước Anakena nhiều năm, đặc biệt là Tahai từ trước đó vài thế kỷ.
Đảo là nơi cư trú của người Polynesia, họ có nhiều khả năng đã di chuyển bằng ca nô hoặc catamaran từ quần đảo Gambier (Mangareva, cách 2.600 km (1.600 mi)) hoặc quần đảo Marquesas, cách 3.200 km (2.000 mi). Theo một số thuyết, chẳng hạn như thuyết người Polynesia tha hương, có khả năng những người định cư Polynesia đầu tiên đã đến từ Nam Mỹ nhờ khả năng đi biển vượt trội của họ. Các nhà lý thuyết ủng hộ điều này thông qua bằng chứng nông nghiệp về khoai lang. Khoai lang là loại cây trồng được ưa chuộng trong xã hội Polynesia qua nhiều thế hệ nhưng nó có nguồn gốc từ Nam Mỹ, cho thấy sự tương tác giữa hai khu vực địa lý này. Tuy nhiên, nghiên cứu gần đây cho thấy rằng khoai lang có thể đã lan tới Polynesia bằng cách phát tán đường dài từ lâu trước khi người Polynesia đến. Khi James Cook đến thăm đảo, một trong những thành viên trong đoàn của ông là một người Polynesia, đến từ Bora Bora có tên là Hitihiti đã có thể giao tiếp với người Rapa Nui.:296–297 Người ta lưu ý rằng các điểm xuất phát ban đầu trong quá trình thuộc địa hóa đầu tiên của người Polynesia trên đảo Phục Sinh có nhiều khả năng là từ Mangareva, Pitcairn và Henderson, nằm ở khoảng giữa Marquesas và đảo Phục sinh. Người ta nhận thấy rằng có sự tương đồng lớn giữa tiếng Rapa Nui và tiếng Mangareva sơ khai, điểm tương đồng giữa một bức tượng được tìm thấy ở Pitcairn và một số bức tượng được tìm thấy trên đảo Phục Sinh, sự giống nhau về kiểu dáng công cụ ở đảo Phục Sinh với kiểu dáng ở Mangareva và Pitcairn, và sự tương ứng của các hộp sọ được tìm thấy ở đảo Phục Sinh với hai hộp sọ được tìm thấy ở Henderson, tất cả đều cho thấy các đảo Henderson và Pitcairn là những bước đệm ban đầu từ Mangareva đến đảo Phục Sinh. Vào năm 1999, một chuyến đi bằng những chiếc thuyền Polynesia được tái tạo đã có thể đi từ Mangareva đến đảo Phục Sinh chỉ sau mười bảy ngày rưỡi.
Theo truyền thống truyền khẩu được các nhà truyền giáo ghi lại vào thập niên 1860, đảo ban đầu có một hệ thống giai cấp mạnh mẽ: một ariki, hay tù trưởng cao cấp, nắm giữ quyền lực to lớn đối với chín thị tộc khác và các thủ lĩnh tương ứng của họ. Tù trưởng cao cấp là hậu duệ lớn tuổi nhất thuộc dòng dõi đầu lòng của người sáng lập Hotu Matu'a theo thần thoại của đảo. Yếu tố dễ thấy nhất trong văn hóa là việc tạo ra những bức tượng moai khổng lồ được một số người tin rằng là đại diện cho tổ tiên được thần thánh hoá. Theo National Geographic, "Hầu hết các học giả nghi ngờ rằng moai được tạo ra để tôn vinh tổ tiên, tù trưởng hoặc nhân vật quan trọng khác. Tuy nhiên, không có lịch sử thành văn và truyền khẩu nào tồn tại trên đảo, nên không thể chắc chắn."

#### Lý thuyết diệt chủng sinh thái
Jared Diamond đề xuất rằng việc ăn thịt đồng loại diễn ra trên đảo Phục Sinh sau khi việc xây dựng các moai góp phần vào suy thoái môi trường, khi nạn phá rừng nghiêm trọng làm mất ổn định hệ sinh thái vốn đã bấp bênh. Hồ sơ khảo cổ học cho thấy vào thời điểm con người định cư ban đầu, có nhiều loài cây mọc trên đảo, trong đó có ít nhất ba loài cao tới 15 mét (49 ft) hoặc hơn: Paschalococos (có thể là những cây cọ lớn nhất thế giới vào thời điểm đó), Alphitonia zizyphoides, và Elaeocarpus rarotongensis. Ít nhất sáu loài chim cạn được cho là sống trên đảo. Một yếu tố chính góp phần khiến nhiều loài thực vật tuyệt chủng là chuột Polynesia xuất hiện. Nghiên cứu của các nhà cổ thực vật học cho thấy chuột có thể ảnh hưởng đáng kể đến sự sinh sản của thảm thực vật trong hệ sinh thái. Trong trường hợp của Rapa Nui, thấy dấu hiệu bị chuột gặm trên vỏ hạt giống cây trồng được phục hồi. Phiên bản lịch sử này suy đoán dân số trước đây của hòn đảo từng ở mức cao và đã suy giảm trước khi người châu Âu đến. Barbara A. West viết rằng, "Một thời gian trước khi người châu Âu đến đảo Phục Sinh, người Rapanui từng trải qua một biến động to lớn trong hệ thống xã hội của họ bắt nguồn từ sự thay đổi hệ sinh thái trên đảo... Khi người châu Âu đến vào năm 1722, dân số trên đảo đã giảm xuống còn 2.000–3.000 từ mức cao khoảng 15.000 chỉ vào một thế kỷ trước đó."

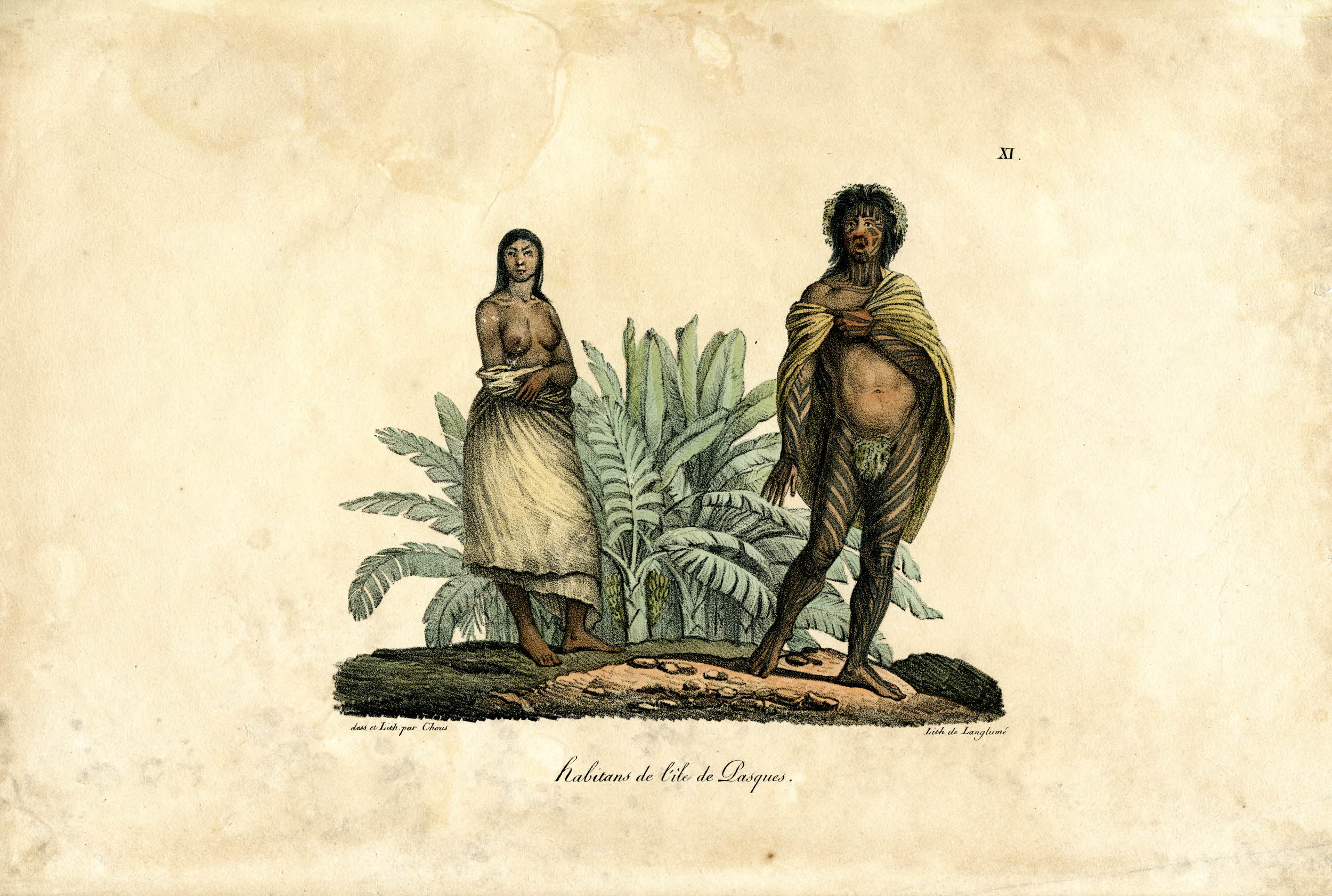
Người Rapa Nui, Louis Choris vẽ vào năm 1816

Vào thời điểm đó, 21 loài cây và tất cả các loài chim cạn đã tuyệt chủng do kết hợp các nguyên nhân là thu hoạch quá mức, săn bắn quá mức, chuột ăn và biến đổi khí hậu. Rừng trên đảo phần lớn bị phát quang và không có cây nào cao hơn 3 m (9,8 ft). Mất đi những cây lớn có nghĩa là cư dân không còn khả năng đóng những tàu có khả năng đi biển, làm giảm đáng kể khả năng đánh bắt cá của họ. Theo phiên bản lịch sử này, những cái cây được sử dụng làm con lăn để di chuyển các bức tượng từ mỏ đá ở Rano Raraku đến nơi dựng tượng. Phá rừng còn gây xói mòn khiến sản xuất nông nghiệp sụt giảm mạnh. Điều này càng trở nên trầm trọng hơn do mất đi các loài chim cạn và suy giảm số lượng chim biển, vốn là một nguồn thức ăn của người dân. Vào thế kỷ 18, người dân trên đảo chủ yếu sống nhờ nghề nông, và gà nhà là nguồn cung protein chính.

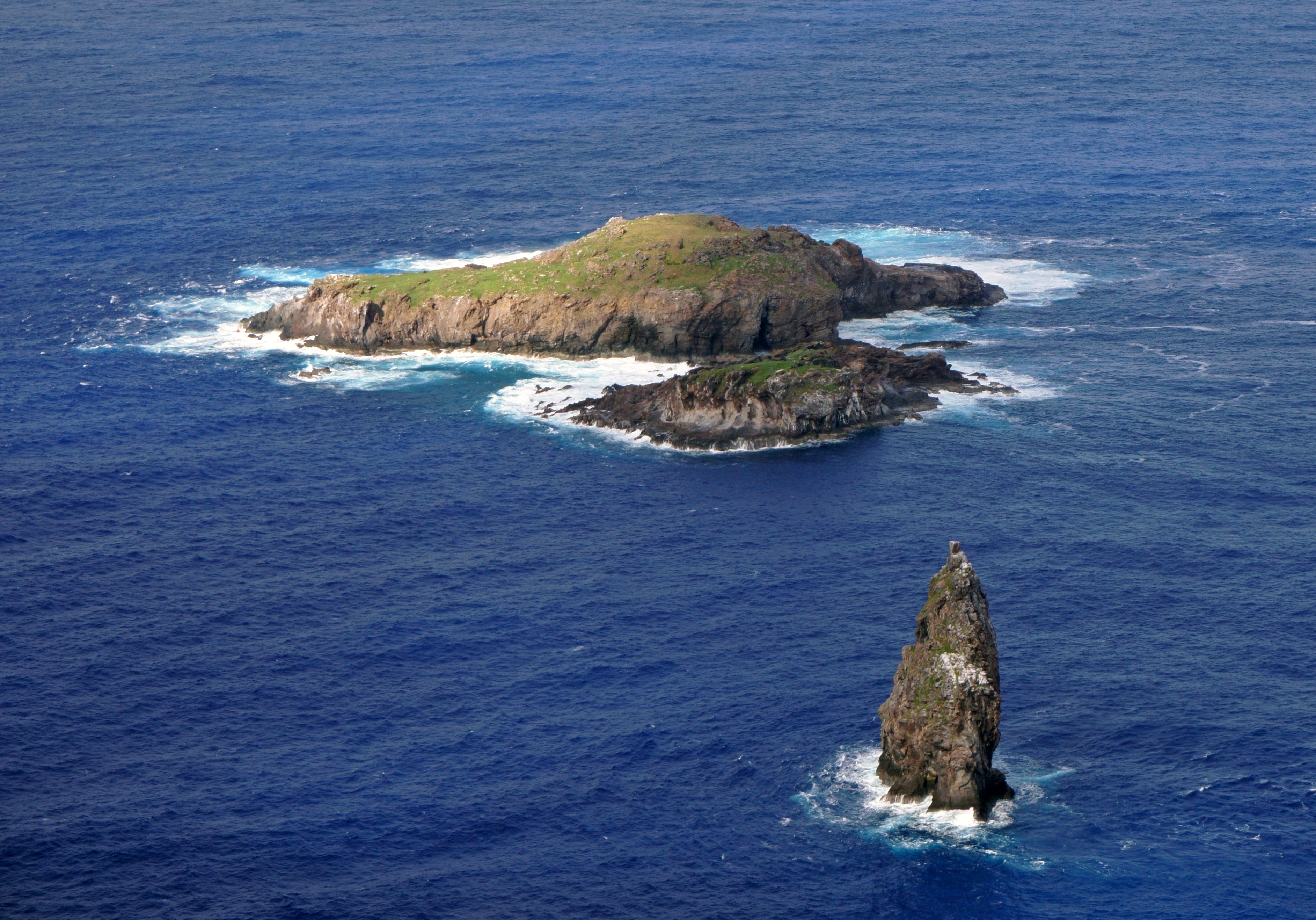
Đảo nhỏ Motu Nui, một phần của lễ giáo phái Người chim

Khi đảo trở nên quá đông dân và tài nguyên cạn kiệt, các chiến binh được gọi là matatoa có được nhiều quyền lực hơn và giáo phái Tổ tiên kết thúc, nhường chỗ cho giáo phái Người chim. Beverly Haun viết rằng, "Khái niệm về mana (sức mạnh) từng được trao cho các nhà lãnh đạo kế tập đã được phân vai lại trong con người của người chim, dường như bắt đầu vào khoảng năm 1540, và trùng khớp với những dấu tích cuối cùng của thời kỳ moai." Giáo phái này khẳng định rằng, mặc dù tổ tiên vẫn chu cấp cho con cháu của họ, nhưng phương tiện để người sống có thể liên lạc với người chết không còn là những bức tượng mà là con người được lựa chọn thông qua một cuộc thi. Vị thần chịu trách nhiệm tạo ra con người, Makemake, đóng một vai trò quan trọng trong quá trình này. Katherine Routledge, người đã thu thập một cách có hệ thống các truyền thống của đảo trong chuyến thám hiểm năm 1919 của bà, cho rằng các cuộc thi người chim (tangata manu) bắt đầu vào khoảng năm 1760, sau khi những người châu Âu đầu tiên đến và kết thúc vào năm 1878, khi các nhà truyền giáo Công giáo La Mã xây dựng nhà thờ đầu tiên. Những hình khắc đá thể hiện Người chim trên đảo Phục Sinh cũng giống như một số hình khắc đá ở Hawaii, cho thấy rằng khái niệm này có lẽ do những người định cư ban đầu mang đến; chỉ có bản thân cuộc thi là duy nhất ở đảo Phục Sinh. Theo phiên bản của Diamond và Heyerdahl về lịch sử hòn đảo, huri mo'ai – "lật đổ tượng" – tiếp tục kéo dài đến thập niên 1830 trong các cuộc nội chiến khốc liệt. Đến năm 1838, các moai duy nhất còn đứng vững là trên sườn Rano Raraku, ở Hoa Hakananai'a tại Orongo, và Ariki Paro tại Ahu Te Pito Kura.
Phiên bản lịch sử của Diamond và West gây nhiều tranh cãi. Một nghiên cứu do Douglas Owsley đứng đầu xuất bản năm 1994 khẳng định rằng có rất ít bằng chứng khảo cổ học về sự sụp đổ xã hội thời tiền châu Âu. Dữ liệu bệnh lý xương và đo xương từ người dân trên đảo vào thời kỳ đó cho thấy rõ ràng rằng rất ít trường hợp tử vong có thể được quy trực tiếp cho bạo lực. Nghiên cứu của các nhà nhân chủng học Robert DiNapoli và Carl Lipo từ Đại học Binghamton vào năm 2021 cho thấy đảo có mức tăng trưởng dân số ổn định từ khi con người bắt đầu định cư cho đến khi tiếp xúc với người châu Âu vào năm 1722. Đảo này chưa bao giờ có hơn vài nghìn người trước khi tiếp xúc với người châu Âu và số lượng của họ ngày càng tăng thay vì suy giảm.

### Liên hệ với châu Âu

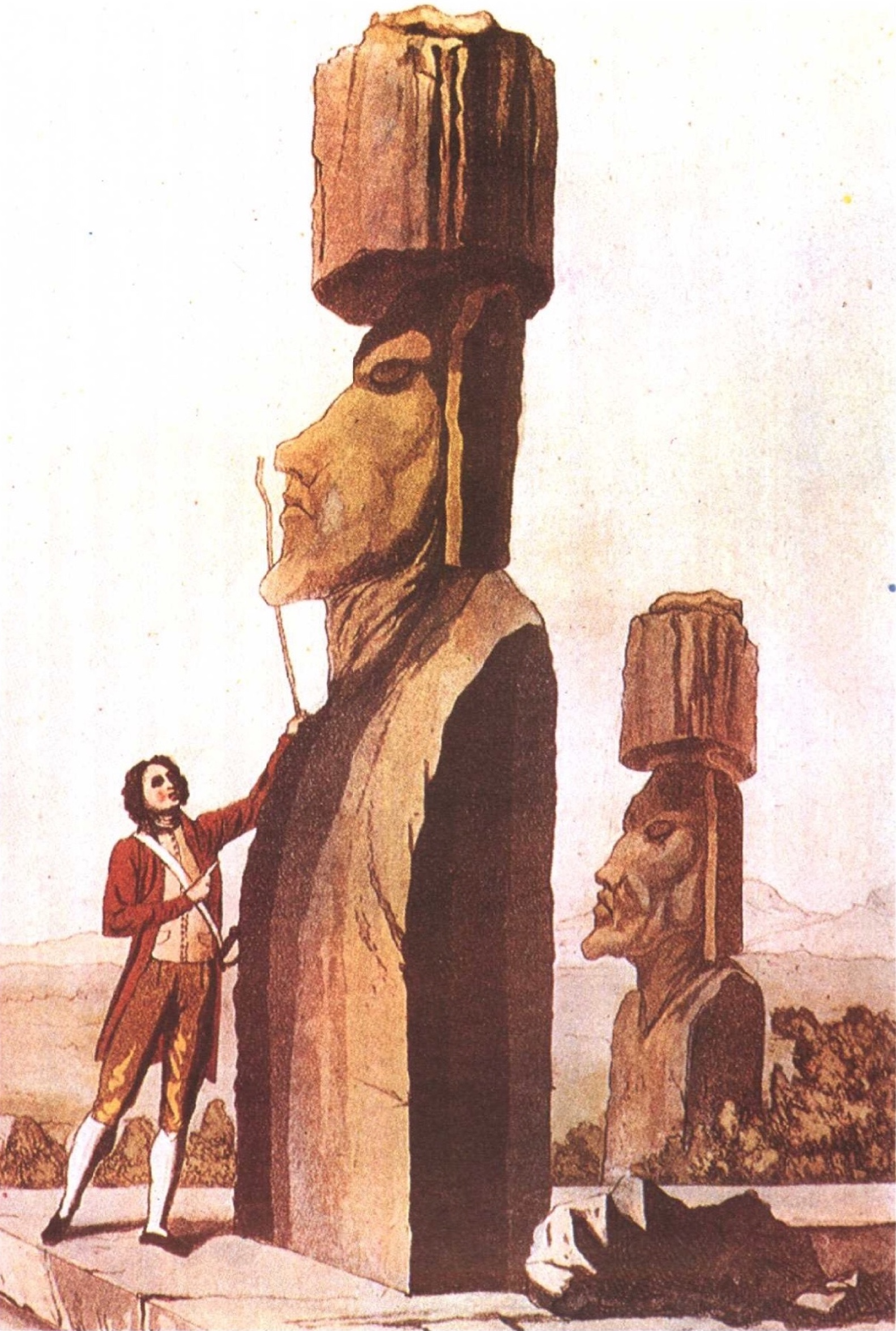
Jacob Roggeveen phân tích một bức tượng Moai, bản khắc thế kỷ 18.

Cuộc tiếp xúc đầu tiên được ghi nhận của người châu Âu với đảo này là vào ngày 5 tháng 4 năm 1722, tức Chủ nhật Phục sinh, khi nhà hàng hải người Hà Lan Jacob Roggeveen đến. Chuyến thăm của ông dẫn đến cái chết của khoảng chục người dân trên đảo, bao gồm cả tumu ivi 'atua, và làm bị thương nhiều người khác.:46–53
Những vị khách nước ngoài tiếp theo (vào ngày 15 tháng 11 năm 1770) là hai tàu Tây Ban Nha mang tên San Lorenzo và Santa Rosalia, dưới quyền chỉ huy của Thuyền trưởng Felipe Gonzalez de Ahedo.:238,504 Người Tây Ban Nha kinh ngạc trước những "tượng thần đứng", tất cả chúng khi đó vẫn còn đứng.:60–64
Bốn năm sau, vào năm 1774, nhà thám hiểm người Anh James Cook đến thăm đảo Phục Sinh; ông ghi lại rằng một số bức tượng đã bị lật đổ. Qua diễn dịch của Hitihiti, Cook biết được những bức tượng tưởng nhớ các cựu tù trưởng cấp cao của họ, bao gồm cả tên và cấp bậc của họ.:296–297

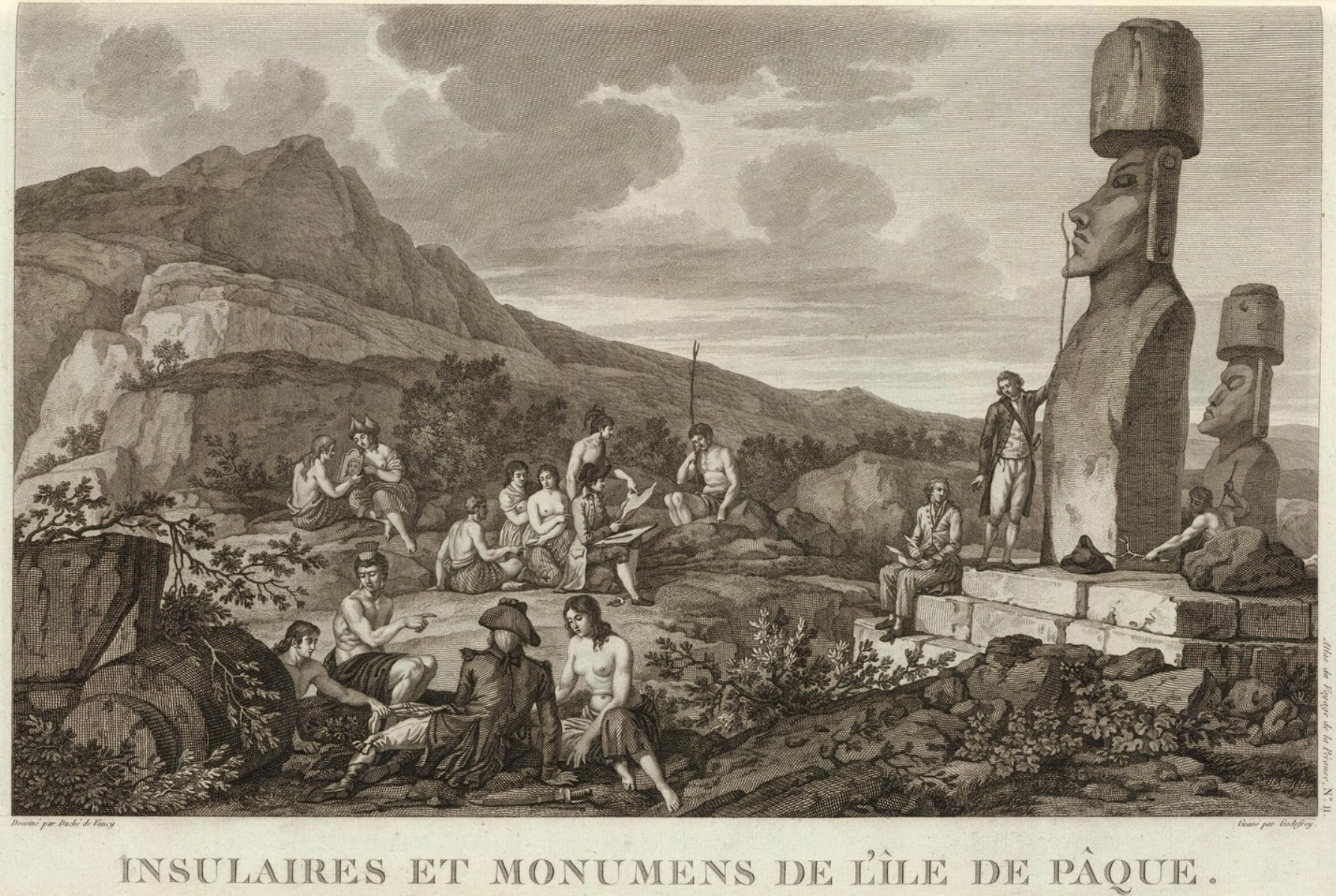
La Pérouse tại đảo Phục Sinh vào năm 1786

Vào ngày 10 tháng 4 năm 1786, Đô đốc Pháp Jean-François de Galaup, bá tước xứ Lapérouse thả neo tại Hanga Roa khi bắt đầu chuyến đi vòng quanh Thái Bình Dương. Ông lập một bản đồ chi tiết về vịnh, bao gồm cả các điểm neo đậu của mình, cũng như một bản đồ tổng quát hơn về đảo, cùng với một số hình ảnh minh họa.

### Thế kỷ 19
Một loạt các sự kiện tàn khốc giết chết hoặc loại bỏ phần lớn dân số trong thập niên 1860. Vào tháng 12 năm 1862, những kẻ cướp nô lệ người Peru tấn công đảo. Các vụ bắt cóc bạo lực tiếp tục diễn ra trong vài tháng, cuối cùng đã bắt giữ khoảng 1.500 nam nữ, tức một nửa dân số trên đảo. Trong số những người bị bắt có tù trưởng tối cao của đảo, người thừa kế của ông ta và những người biết cách đọc và viết chữ rongorongo, loại chữ viết Polynesia duy nhất được phát hiện cho đến nay, mặc dù vẫn còn tranh luận về việc liệu đây là chữ viết nguyên thủy hay là chữ viết thực sự.
Khi những kẻ cướp nô lệ buộc phải hồi hương những người mà họ đã bắt cóc, những người mang mầm bệnh đậu mùa đã xuống tàu cùng với một số người sống sót từ các đảo. Điều này đã tạo ra những dịch bệnh tàn khốc từ đảo Phục Sinh đến quần đảo Marquesas. Dân số đảo Phục Sinh giảm đến mức một số người chết thậm chí không được chôn cất.:91
Bệnh lao do những người săn cá voi mang đến vào giữa thế kỷ 19, bệnh này đã giết chết một số người dân trên đảo, trong đó nhà truyền giáo Thiên chúa giáo đầu tiên là Eugène Eyraud chết vào năm 1867. Cuối cùng, bệnh lao giết chết khoảng một phần tư dân số trên đảo. Trong những năm tiếp theo, những người quản lý trang trại cừu và những người truyền giáo bắt đầu mua những vùng đất của những người đã khuất, và điều này dẫn đến những cuộc đối đầu lớn giữa người bản địa và người định cư.

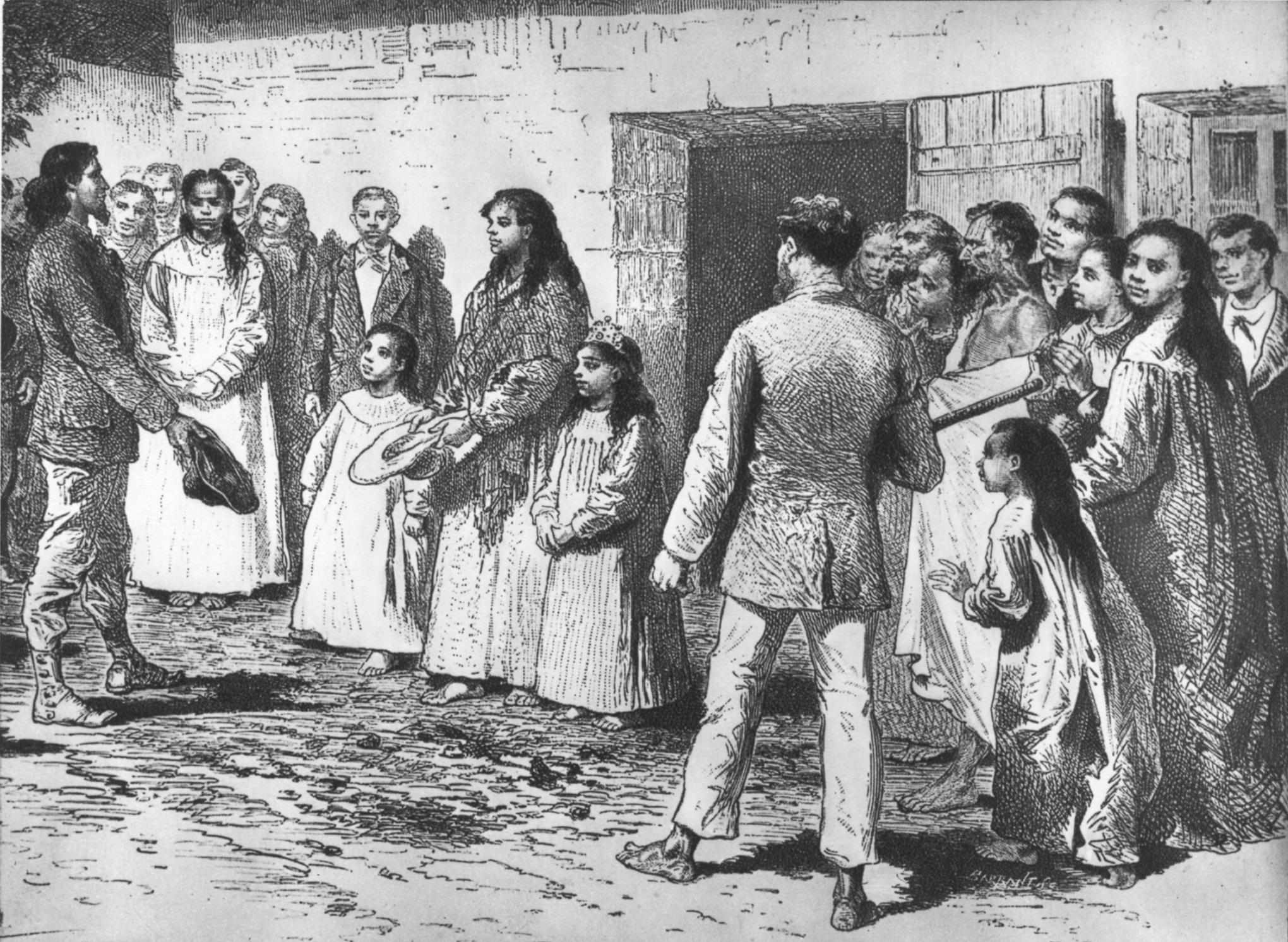
"Thái hậu" Koreto cùng hai con gái "Nữ vương" Caroline và Harriette năm 1877

Jean-Baptiste Dutrou-Bornier mua lại toàn bộ đả, ngoại trừ khu vực của những người truyền giáo xung quanh Hanga Roa, và chuyển vài trăm người Rapa Nui đến Tahiti để làm việc. Năm 1871, những người truyền giáo do bất đồng với Dutrou-Bornier nên sơ tán tất cả (ngoại trừ 171 người Rapa Nui) đến quần đảo Gambier. Những người ở lại chủ yếu là những người đàn ông lớn tuổi. Sáu năm sau, chỉ có 111 người sống trên đảo Phục Sinh và chỉ 36 người trong số họ có con cái. Kể từ thời điểm đó, dân số trên đảo dần hồi phục. Nhưng với hơn 97% dân số đã chết hoặc biến mất trong vòng chưa đầy một thập kỷ, phần lớn kiến thức văn hóa của hòn đảo bị mất đi.
Alexander Salmon, Jr., con trai của một thương gia người Anh gốc Do Thái và một công chúa triều đại Pōmare, cuối cùng đã làm việc để hồi hương những công nhân từ đồn điền dừa do ông thừa kế. Cuối cùng, ông mua lại tất cả đất đai trên đảo ngoại trừ khu truyền giáo và là chủ nhân duy nhất. Ông làm việc để phát triển du lịch trên đảo và là người cung cấp thông tin chính cho các cuộc thám hiểm khảo cổ của Anh và Đức trên đảo. Ông gửi một số mảnh Rongorongo chính hiệu cho chồng của cháu gái mình là lãnh sự Đức tại Valparaíso, Chile.  Salmon bán quyền sở hữu đảo Phục sinh cho chính phủ Chile vào ngày 2 tháng 1 năm 1888 và ký làm nhân chứng cho việc nhượng lại đảo. Ông cai trị đảo một cách hiệu quả từ năm 1878 cho đến khi nhượng lại cho Chile vào năm 1888.
Đảo Phục Sinh được Chile sáp nhập vào ngày 9 tháng 9 năm 1888 thông qua "Hiệp ước sáp nhập đảo" (Tratado de Anexión de la isla). Policarpo Toro đại diện cho chính phủ Chile ký kết với Atamu Tekena, là người được các nhà truyền giáo Công giáo La Mã chỉ định là "Vua" sau khi tù trưởng tối cao và người thừa kế của ông ta qua đời. Hiệu lực của hiệp ước này vẫn còn bị một số người Rapa Nui tranh cãi. Về mặt chính thức, Chile mua gần như toàn bộ trang trại cừu Mason-Brander bao gồm các vùng đất được mua từ hậu duệ của những người Rapa Nui đã chết trong trận dịch, sau đó tuyên bố chủ quyền đối với đảo.

### Thế kỷ 20

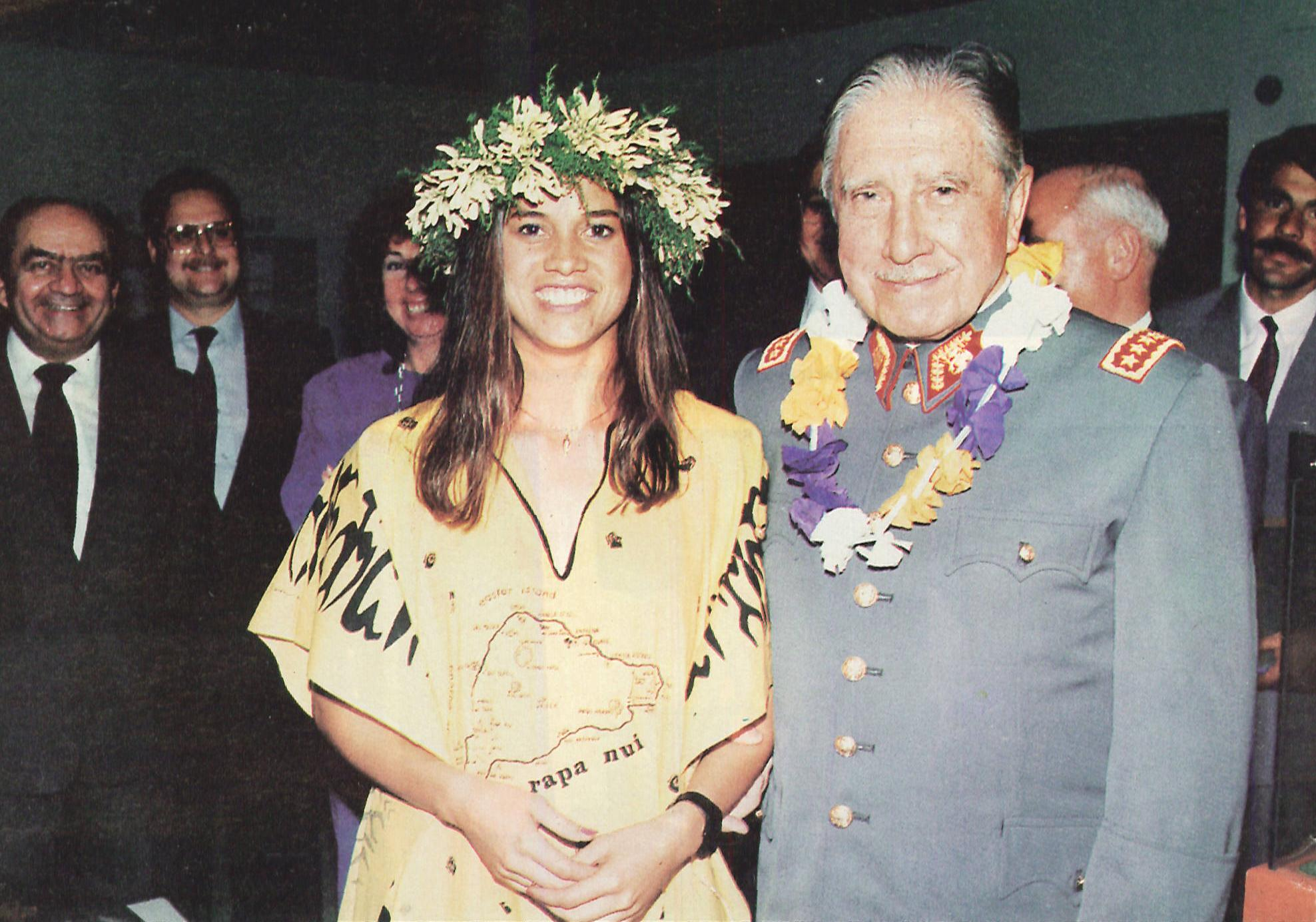
Tướng Pinochet chịp ảnh cùng một nữ giới Rapa Nui trẻ tuổi

Cho đến thập niên 1960, những người Rapa Nui còn sống sót vẫn bị hạn chế ở Hanga Roa. Phần còn lại của đảo được cho Công ty Williamson-Balfour thuê làm trang trại cừu cho đến năm 1953. Điều này minh chứng cho việc đưa khái niệm tài sản tư nhân đến xã hội người Rapa Nui. Đảo sau đó do Hải quân Chile quản lý cho đến năm 1966, từ đó đảo được mở cửa hoàn toàn trở lại. Người Rapa Nui được cấp quốc tịch Chile vào năm 1966.
Sau đảo chính Chile 1973 đưa Augusto Pinochet lên nắm quyền, đảo Phục Sinh được đặt dưới thiết quân luật. Du lịch chậm lại, đất đai bị chia nhỏ và tài sản tư nhân được phân phối cho các nhà đầu tư. Trong thời gian nắm quyền, Pinochet đã đến thăm đảo Phục Sinh ba lần. Quân đội xây dựng các căn cứ quân sự và tòa thị chính.
Sau một thỏa thuận năm 1985 giữa Chile và Hoa Kỳ, đường băng tại Sân bay quốc tế Mataveri được mở rộng và khánh thành vào năm 1987. Đường băng được mở rộng thêm 423 m (1.388 ft), đạt 3.353 m (11.001 ft). Pinochet được cho là từ chối tham dự lễ khánh thành để phản đối áp lực từ Hoa Kỳ về nhân quyền.

### Thế kỷ 21

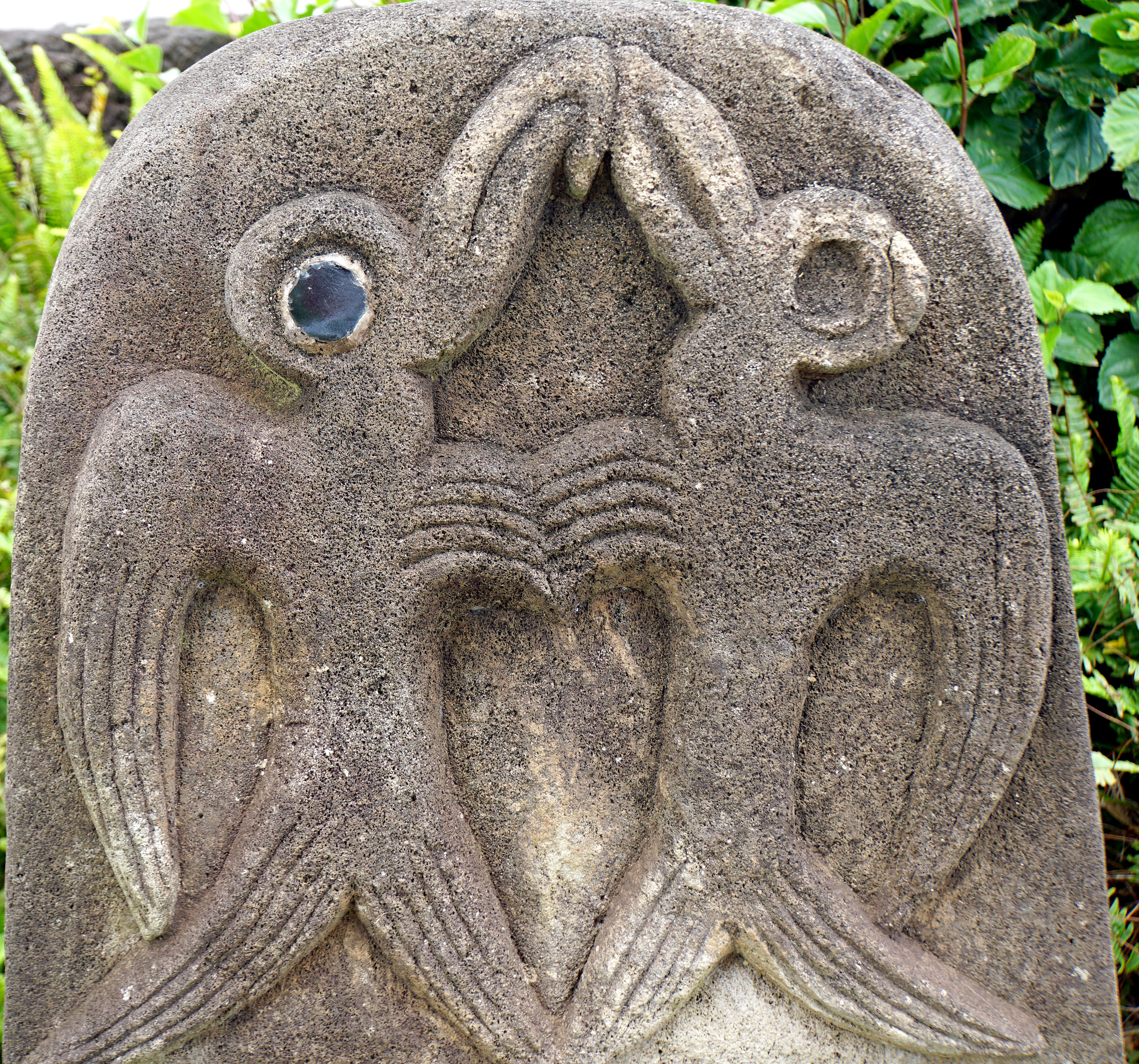
Manu Piri tượng trưng cho tình yêu và đoàn kết giữa hai người. Khẩu hiệu của chính quyền hiện tại là "Rapa Nui hai mahatu", được dịch là "Rapa Nui với tình yêu".

Ngư dân Rapa Nui bày tỏ mối quan ngại của họ về đánh bắt cá bất hợp pháp quanh đảo. Vào ngày 30 tháng 7 năm 2007, một cuộc cải cách hiến pháp trao cho đảo Phục Sinh và quần đảo Juan Fernández (còn được gọi là đảo Robinson Crusoe) quy chế "lãnh thổ đặc biệt" của Chile. Trong khi chờ ban hành hiến chương đặc biệt, đảo tiếp tục được quản lý như một tỉnh thuộc vùng Valparaíso.
Các loài cá được thu thập ở đảo Phục Sinh bao gồm trong các hồ dung nham nông và vùng biển sâu.  Trong những môi trường sống này, hai mẫu định danh và mẫu hình của antennarius randalli và antennarius moai đã được phát hiện. Chúng được coi là cá-ếch vì các đặc điểm của chúng.
Năm 2018, chính phủ quyết định giới hạn thời gian lưu trú của khách du lịch từ 90 xuống 30 ngày vì các vấn đề xã hội và môi trường mà đảo phải đối mặt, nhằm bảo tồn tầm quan trọng lịch sử của đảo.
Đảo Phục Sinh đóng cửa không đón khách du lịch từ ngày 17 tháng 3 năm 2020 cho đến ngày 4 tháng 8 năm 2022 do đại dịch Covid-19. Đầu tháng 10 năm 2022, một trận cháy rừng thiêu rụi gần 60 ha diện tích đảo, gây ra thiệt hại không thể khắc phục đối với một số moai.

### Phong trào quyền bản địa

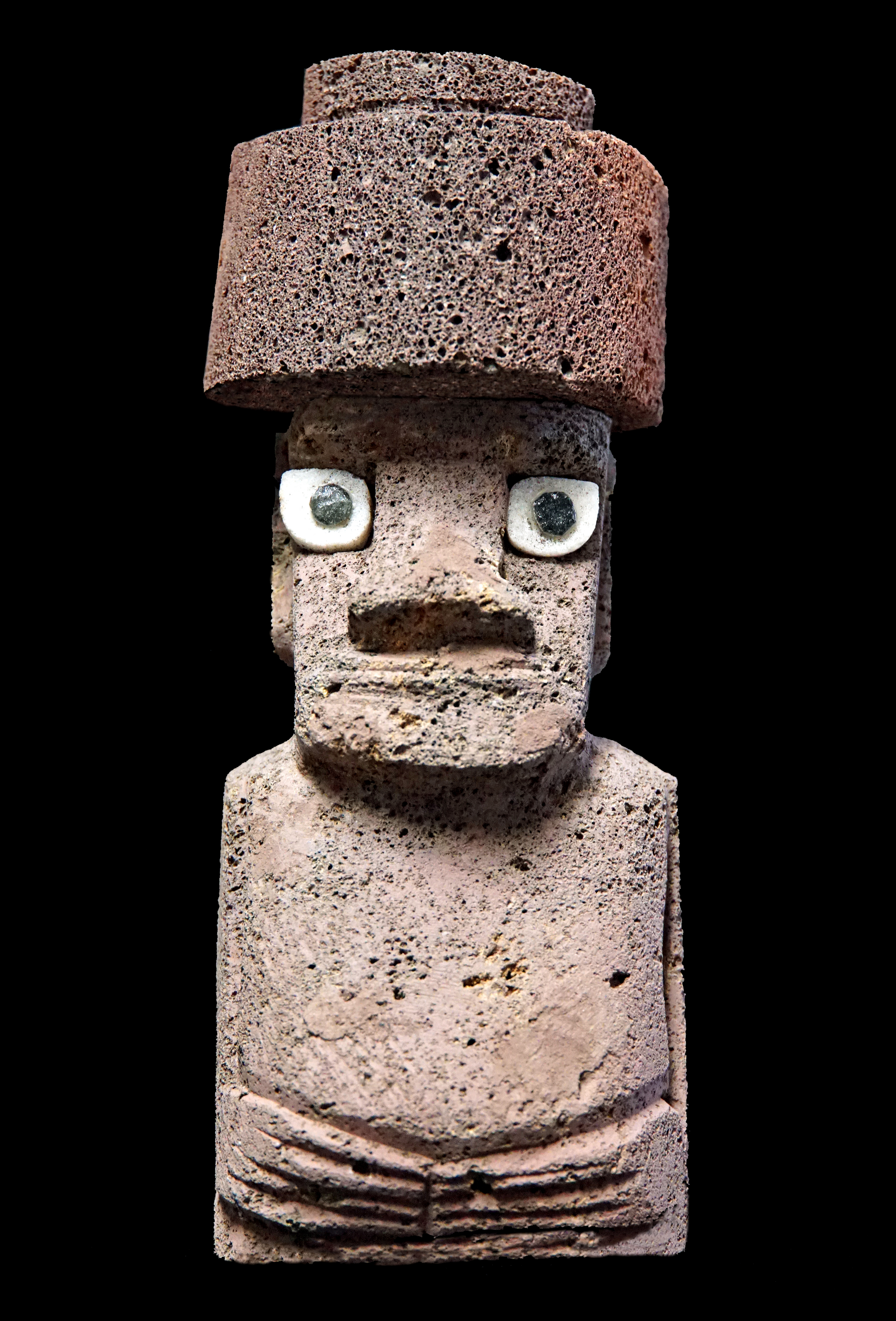
Quà lưu niệm Moai từ Rapa Nui, mua tại Chợ thủ công, 2020

Bắt đầu từ tháng 8 năm 2010, các thành viên của thị tộc Hitorangi bản địa đã chiếm giữ Hangaroa Eco Village and Spa. Những người chiếm giữ cáo buộc rằng khách sạn được mua từ chính phủ Pinochet, vi phạm thỏa thuận của Chile với người Rapa Nui bản địa vào thập niên 1990. Những người chiếm giữ nói rằng tổ tiên của họ đã bị lừa để nhường đất. Theo tường thuật của BBC, vào ngày 3 tháng 12 năm 2010, ít nhất 25 người bị thương khi cảnh sát Chile cố gắng đuổi một nhóm người Rapa Nui ra khỏi những tòa nhà này.
Vào tháng 1 năm 2011, Báo cáo viên đặc biệt của Liên hợp quốc về người bản địa James Anaya bày tỏ quan ngại về cách chính phủ Chile đối xử với người Rapa Nui bản địa, kêu gọi Chile "thực hiện mọi nỗ lực để tiến hành một cuộc đối thoại trong  thiện chí với đại diện của người Rapa Nui để giải quyết, càng sớm càng tốt những vấn đề tiềm ẩn thực sự sẽ giải nghĩa cho tình hình hiện tại". Vào năm 2020, xung đột được giải quyết khi quyền tài sản được chuyển giao cho thị tộc Hitorangi trong khi chủ sở hữu giữ quyền khai thác khách sạn trong 15 năm.

## Địa lý

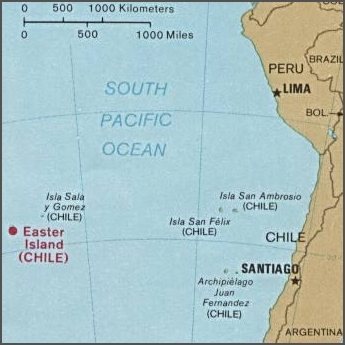
Đảo Phục Sinh, Isla Salas y Gómez, Nam Mỹ và các đảo ở giữa

Bản đồ chi tiết Rapa Nui/Đảo Phục Sinh

Đảo Phục Sinh là một trong những hòn đảo có người ở biệt lập nhất thế giới. Láng giềng có người ở gần nhất của đảo này là đảo Pitcairn, 1.931 km (1.200 mi) về phía tây, với khoảng 50 cư dân. Điểm trên lục địa gần nhất nằm ở miền trung Chile gần Conception, cách 3.512 kilômét (2.182 mi). Vĩ độ của đảo Phục Sinh tương tự như Caldera, Chile. Isla Salas y Gómez nằm cách 415 km (258 mi) về phía đông, gần hơn nhưng không có người ở. Quần đảo Tristan da Cunha tại Nam Đại Tây Dương cạnh tranh danh hiệu hòn đảo biệt lập nhất với đảo Phục Sinh.
Đảo có chiều dài khoảng 24,6 km (15,3 mi), và 12,3 km (7,6 mi) tại điểm rộng nhất;  hình dạng tổng thể của đảo là hình tam giác. Đảo có diện tích 163,6 km² và độ cao lớn nhất là 507 m (1.663 ft) so với mực nước biển trung bình. Có ba Rano (hồ miệng núi lửa nước ngọt) tại Rano Kau, Rano Raraku và Rano Aroi, gần đỉnh Terevaka, nhưng không có suối hoặc sông cố định.

### Địa chất

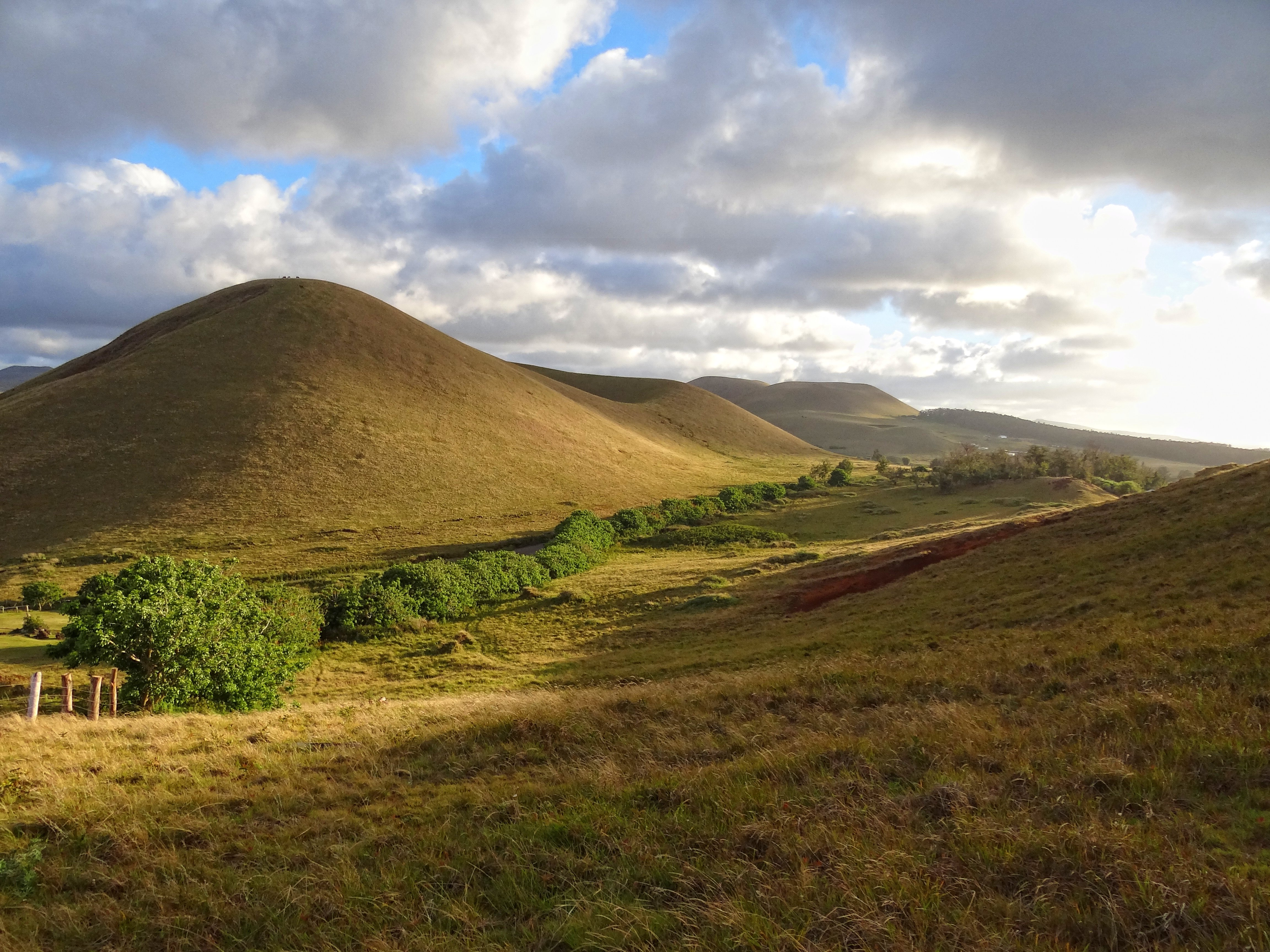
Cảnh quan đặc trưng trên đảo Phục Sinh; những ngọn núi lửa tròn đã tắt có thảm thực vật thấp bao phủ.

Đảo Phục Sinh là một đảo núi lửa, bao gồm chủ yếu là ba núi lửa đã tắt được kết lại: Terevaka (độ cao 507 m) tạo thành phần lớn đảo, trong khi hai ngọn núi lửa khác là Poike và Rano Kau tạo thành mũi đất phía đông và phía nam, và tạo cho đảo hình dạng gần giống hình tam giác. Các nón nhỏ hơn và các đặc điểm núi lửa khác bao gồm miệng núi lửa Rano Raraku, nón than Puna Pau và nhiều hang động núi lửa như các ống dung nham. Poike từng là một đảo riêng biệt cho đến khi vật liệu núi lửa từ Terevaka hợp nhất nó với đảo lớn. Các dòng hawaiite và bazan rất giàu sắt chi phối đảo, và thể hiện mối quan hệ gần gũi với đá magma được tìm thấy trên Quần đảo Galápagos.
Đảo Phục Sinh và các đảo nhỏ xung quanh, chẳng hạn như Motu Nui và Motu Iti, tạo thành đỉnh của một ngọn núi lửa lớn nhô lên trên 2.000 m (6.600 ft) từ đáy biển.  Ngọn núi này là một phần của dãy Salas y Gómez, một dãy núi (chủ yếu là ngầm) với hàng chục núi ngầm, được hình thành bởi điểm nóng Phục sinh. Phạm vi bắt đầu từ Pukao và tiếp theo là Moai, hai núi ngầm ở phía tây của Đảo Phục Sinh và kéo dài 2.700 km (1.700 mi) về phía đông tới dãy Nazca. Dãy núi được hình thành do mảng Nazca di chuyển trên điểm nóng Phục sinh.
Nằm khoảng 350 km (220 mi) về phía đông của đới nâng Đông Thái Bình Dương, đảo Phục Sinh nằm trong mảng Nazca, giáp với mảng vi mô Phục Sinh. Sự dịch chuyển mảng tương đối Nazca-Thái Bình Dương do tách giãn đáy đại dương, lên tới khoảng 150 mm (5,9 in) mỗi năm. Sự di chuyển trên điểm nóng Phục Sinh này đã dẫn đến chuỗi núi ngầm Phục Sinh, hợp nhất vào dãy núi Nazca xa hơn về phía đông. Đảo Phục Sinh và Isla Salas y Gómez là đại diện bề mặt của chuỗi đó.  Chuỗi có độ tuổi trẻ dần về phía tây. Vị trí điểm nóng hiện tại được suy đoán là ở phía tây đảo Phục Sinh, giữa các đồng núi lửa ngầm Ahu, Umu và Tupa cũng như các núi ngầm Pukao và Moai.
Đảo Phục Sinh nằm trên đỉnh dãy Rano Kau và bao gồm ba núi lửa hình khiên có lịch sử địa chất song song. Poike và Rano Kau lần lượt tồn tại ở sườn phía đông và phía nam của Terevaka. Rano Kau đã phát triển từ 0,78 đến 0,46 Ma từ bazan tholeiitic đến alkalic. Ngọn núi lửa này có đỉnh miệng núi lửa được xác định rõ ràng. Dung nhan Benmoreitic được ép đùn về vành đai từ 0,35 đến 0,34 Ma. Cuối cùng, từ 0,24 đến 0,11 Ma, một vết nứt 6,5 km (4,0 mi) đã phát triển theo hướng Đông Bắc–Tây Nam, hình thành các lỗ thông đơn thành và xâm nhập rhyolitic.  Chúng bao gồm các đảo cryptodome Motu Nui và Motu Iti, đảo nhỏ Motu Kao Kao, xâm nhập dạng tấm Te Kari Kari, đá vỏ chai trân châu vòm Te Manavai và vòm Maunga Orito.
Vào nửa đầu thế kỷ 20, hơi nước được cho là đã thoát ra từ thành miệng núi lửa Rano Kau. Người quản lý đảo là Edmund đã chụp được cảnh này. Cư dân đảo Phục Sinh cổ xưa đã khai thác nước ngầm tại nơi nó thấm ra biển.

### Khí hậu
Theo phân loại khí hậu Köppen, khí hậu của đảo Phục Sinh được phân loại là khí hậu rừng mưa nhiệt đới (Af) giáp với khí hậu cận nhiệt đới ẩm (Cfa). Nhiệt độ thấp nhất được ghi nhận vào tháng 7 và tháng 8 (tối thiểu 15 °C hay 59 °F) và cao nhất vào tháng 2 (nhiệt độ tối đa 28 °C hay 82,4 °F), tức mùa hè ở Nam bán cầu. Mùa đông tương đối ôn hòa. Tháng mưa nhiều nhất là tháng 5, dù đảo có mưa quanh năm. Vị trí biệt lập của đảo Phục Sinh tiếp xúc với gió giúp giữ nhiệt độ khá mát mẻ. Lượng mưa trung bình 1.118 milimét hay 44 inch mỗi năm. Thỉnh thoảng, lượng mưa lớn và mưa bão tấn công đảo.  Chúng xảy ra chủ yếu vào những tháng mùa đông (tháng 6-8). Vì đảo ở gần cao áp Nam Thái Bình Dương và nằm ngoài phạm vi của đới hội tụ liên nhiệt đới nên bão không xảy ra xung quanh đảo Phục Sinh. Có sự điều chỉnh nhiệt độ đáng kể do vị trí biệt lập của đảo ở giữa đại dương.
| Dữ liệu khí hậu của Đảo Phục Sinh (Sân bay quốc tế Mataveri) 1991–2020, cực độ 1912–nay          | Dữ liệu khí hậu của Đảo Phục Sinh (Sân bay quốc tế Mataveri) 1991–2020, cực độ 1912–nay | Dữ liệu khí hậu của Đảo Phục Sinh (Sân bay quốc tế Mataveri) 1991–2020, cực độ 1912–nay | Dữ liệu khí hậu của Đảo Phục Sinh (Sân bay quốc tế Mataveri) 1991–2020, cực độ 1912–nay | Dữ liệu khí hậu của Đảo Phục Sinh (Sân bay quốc tế Mataveri) 1991–2020, cực độ 1912–nay | Dữ liệu khí hậu của Đảo Phục Sinh (Sân bay quốc tế Mataveri) 1991–2020, cực độ 1912–nay | Dữ liệu khí hậu của Đảo Phục Sinh (Sân bay quốc tế Mataveri) 1991–2020, cực độ 1912–nay | Dữ liệu khí hậu của Đảo Phục Sinh (Sân bay quốc tế Mataveri) 1991–2020, cực độ 1912–nay | Dữ liệu khí hậu của Đảo Phục Sinh (Sân bay quốc tế Mataveri) 1991–2020, cực độ 1912–nay | Dữ liệu khí hậu của Đảo Phục Sinh (Sân bay quốc tế Mataveri) 1991–2020, cực độ 1912–nay | Dữ liệu khí hậu của Đảo Phục Sinh (Sân bay quốc tế Mataveri) 1991–2020, cực độ 1912–nay | Dữ liệu khí hậu của Đảo Phục Sinh (Sân bay quốc tế Mataveri) 1991–2020, cực độ 1912–nay | Dữ liệu khí hậu của Đảo Phục Sinh (Sân bay quốc tế Mataveri) 1991–2020, cực độ 1912–nay | Dữ liệu khí hậu của Đảo Phục Sinh (Sân bay quốc tế Mataveri) 1991–2020, cực độ 1912–nay |
| Tháng                                                                                            | 1                                                                                       | 2                                                                                       | 3                                                                                       | 4                                                                                       | 5                                                                                       | 6                                                                                       | 7                                                                                       | 8                                                                                       | 9                                                                                       | 10                                                                                      | 11                                                                                      | 12                                                                                      | Năm                                                                                     |
| ------------------------------------------------------------------------------------------------ | --------------------------------------------------------------------------------------- | --------------------------------------------------------------------------------------- | --------------------------------------------------------------------------------------- | --------------------------------------------------------------------------------------- | --------------------------------------------------------------------------------------- | --------------------------------------------------------------------------------------- | --------------------------------------------------------------------------------------- | --------------------------------------------------------------------------------------- | --------------------------------------------------------------------------------------- | --------------------------------------------------------------------------------------- | --------------------------------------------------------------------------------------- | --------------------------------------------------------------------------------------- | --------------------------------------------------------------------------------------- |
| Cao kỉ lục °C (°F)                                                                               | 32.0 (89.6)                                                                             | 31.0 (87.8)                                                                             | 32.0 (89.6)                                                                             | 31.0 (87.8)                                                                             | 30.0 (86.0)                                                                             | 29.0 (84.2)                                                                             | 31.0 (87.8)                                                                             | 28.3 (82.9)                                                                             | 30.0 (86.0)                                                                             | 29.0 (84.2)                                                                             | 33.0 (91.4)                                                                             | 34.0 (93.2)                                                                             | 34.0 (93.2)                                                                             |
| Trung bình ngày tối đa °C (°F)                                                                   | 26.9 (80.4)                                                                             | 27.5 (81.5)                                                                             | 26.9 (80.4)                                                                             | 25.5 (77.9)                                                                             | 23.4 (74.1)                                                                             | 21.9 (71.4)                                                                             | 21.3 (70.3)                                                                             | 21.2 (70.2)                                                                             | 21.5 (70.7)                                                                             | 22.5 (72.5)                                                                             | 23.8 (74.8)                                                                             | 25.5 (77.9)                                                                             | 24.0 (75.2)                                                                             |
| Trung bình ngày °C (°F)                                                                          | 23.5 (74.3)                                                                             | 24.0 (75.2)                                                                             | 23.6 (74.5)                                                                             | 22.4 (72.3)                                                                             | 20.5 (68.9)                                                                             | 19.3 (66.7)                                                                             | 18.6 (65.5)                                                                             | 18.5 (65.3)                                                                             | 18.7 (65.7)                                                                             | 19.3 (66.7)                                                                             | 20.6 (69.1)                                                                             | 22.1 (71.8)                                                                             | 20.9 (69.6)                                                                             |
| Tối thiểu trung bình ngày °C (°F)                                                                | 20.0 (68.0)                                                                             | 20.6 (69.1)                                                                             | 20.2 (68.4)                                                                             | 19.4 (66.9)                                                                             | 17.7 (63.9)                                                                             | 16.7 (62.1)                                                                             | 15.9 (60.6)                                                                             | 15.7 (60.3)                                                                             | 15.8 (60.4)                                                                             | 16.2 (61.2)                                                                             | 17.5 (63.5)                                                                             | 18.7 (65.7)                                                                             | 17.9 (64.2)                                                                             |
| Thấp kỉ lục °C (°F)                                                                              | 12.0 (53.6)                                                                             | 14.0 (57.2)                                                                             | 8.2 (46.8)                                                                              | 12.2 (54.0)                                                                             | 10.0 (50.0)                                                                             | 6.1 (43.0)                                                                              | 7.2 (45.0)                                                                              | 7.0 (44.6)                                                                              | 8.0 (46.4)                                                                              | 8.0 (46.4)                                                                              | 8.0 (46.4)                                                                              | 9.7 (49.5)                                                                              | 7.0 (44.6)                                                                              |
| Lượng mưa trung bình mm (inches)                                                                 | 81.3 (3.20)                                                                             | 69.3 (2.73)                                                                             | 86.9 (3.42)                                                                             | 123.0 (4.84)                                                                            | 116.9 (4.60)                                                                            | 109.2 (4.30)                                                                            | 113.1 (4.45)                                                                            | 97.1 (3.82)                                                                             | 97.3 (3.83)                                                                             | 90.9 (3.58)                                                                             | 75.2 (2.96)                                                                             | 69.6 (2.74)                                                                             | 1.129,8 (44.48)                                                                         |
| Số ngày mưa trung bình (≥ 1.0 mm)                                                                | 10.1                                                                                    | 9.6                                                                                     | 10.7                                                                                    | 11.6                                                                                    | 12.0                                                                                    | 12.3                                                                                    | 11.6                                                                                    | 10.6                                                                                    | 10.2                                                                                    | 9.3                                                                                     | 9.4                                                                                     | 9.0                                                                                     | 126.4                                                                                   |
| Độ ẩm tương đối trung bình (%)                                                                   | 77                                                                                      | 79                                                                                      | 79                                                                                      | 81                                                                                      | 81                                                                                      | 81                                                                                      | 80                                                                                      | 80                                                                                      | 79                                                                                      | 77                                                                                      | 77                                                                                      | 78                                                                                      | 79                                                                                      |
| Số giờ nắng trung bình tháng                                                                     | 271.7                                                                                   | 255.6                                                                                   | 238.7                                                                                   | 199.9                                                                                   | 175.9                                                                                   | 148.3                                                                                   | 162.4                                                                                   | 177.2                                                                                   | 180.3                                                                                   | 213.6                                                                                   | 219.9                                                                                   | 251.0                                                                                   | 2.494,5                                                                                 |
| Nguồn 1: Dirección Meteorológica de Chile (cực độ 1954–nay)                                      |                                                                                         |                                                                                         |                                                                                         |                                                                                         |                                                                                         |                                                                                         |                                                                                         |                                                                                         |                                                                                         |                                                                                         |                                                                                         |                                                                                         |                                                                                         |
| Nguồn 2: NOAA (precipitation days 1991–2020), Deutscher Wetterdienst (cực độ 1912–1990 và độ ẩm) |                                                                                         |                                                                                         |                                                                                         |                                                                                         |                                                                                         |                                                                                         |                                                                                         |                                                                                         |                                                                                         |                                                                                         |                                                                                         |                                                                                         |                                                                                         |

## Sinh thái
Đảo Phục Sinh cùng với láng giềng gần nhất là đảo nhỏ Isla Salas y Gómez được các nhà sinh thái học công nhận là một vùng sinh thái riêng biệt, là rừng lá rộng cận nhiệt đới Rapa Nui. Các rừng lá rộng ẩm cận nhiệt đới ban đầu hiện không còn, nhưng các nghiên cứu cổ thực vật học về phấn hoa hóa thạch, khuôn cây do dòng chảy dung nham để lại và phôi rễ được tìm thấy trong đất địa phương cho thấy đảo này trước đây có rừng, với nhiều loại cây gỗ, cây bụi, dương xỉ và cỏ. Một loài cọ bị tuyệt chủng là Paschalococos disperta có liên quan đến cọ rượu vang Chile (Jubaea chilensis), là một trong những loài cây chiếm ưu thế, được chứng thực bằng bằng chứng hóa thạch. Giống như họ hàng tại Chile, loài này có lẽ phải mất gần 100 năm để đạt được chiều cao trưởng thành. Chuột Polynesia do những người định cư đầu tiên mang theo đóng một vai trò rất quan trọng khiến loài cọ Rapa Nui biến mất. Mặc dù một số người có thể tin rằng chuột đóng vai trò quan trọng trong việc làm suy thoái rừng, nhưng chưa đến 10% số hạt cọ có dấu răng chuột. Dấu tích gốc cọ ở nhiều nơi cho thấy con người khiến cây đổ, vì trên diện rộng các gốc cây bị chặt một cách hiệu quả.
Việc sử dụng cây cọ để tạo nên các khu định cư khiến cho chúng tuyệt chủng gần 350 năm trước. Cây toromiro (Sophora toromiro) có mặt trên đảo Phục Sinh từ thời tiền sử, nhưng hiện đã tuyệt chủng trong tự nhiên. Tuy nhiên, Vườn bách thảo Hoàng gia, Kew và Vườn thực vật Göteborg đang cùng dẫn đầu một chương trình khoa học để đưa toromiro trở lại đảo Phục Sinh. Khi cây cọ và toromiro hầu như biến mất, lượng mưa ít hơn đáng kể do hơi nước ít ngưng tụ hơn. Sau khi đảo được sử dụng làm nơi nuôi hàng nghìn con cừu trong gần một thế kỷ, vào giữa những năm 1900 đảo gần như được bao phủ bởi đồng cỏ loài nga'atu  (Schoenoplectus californicus tatora) ở các hồ miệng núi lửa Rano Raraku và Rano Kau. Những cây sậy này được gọi là totora ở dãy Andes, việc chúng hiện diện được dùng để hỗ trợ cho lập luận rằng những người xây tượng có nguồn gốc từ Nam Mỹ, nhưng phân tích phấn hoa trong trầm tích hồ cho thấy những cây sậy này mọc trên đảo hơn 30.000 năm. Trước khi con người đến, đảo Phục Sinh có các đàn chim biển cỡ lớn chứa khoảng 30 loài định cư, có lẽ là phong phú nhất thế giới. Những quần thể như vậy không còn được tìm thấy trên đảo chính. Hóa thạch cho thấy sáu loài chim cạn (hai loài gà nước, hai loài vẹt, một loài cú và một loài diệc), tất cả đều đã tuyệt chủng. Năm loài chim cạn du nhập được biết là có quần thể sinh sản.
Việc thiếu nghiên cứu dẫn đến hiểu biết kém về hệ động vật đại dương sát đảo Phục Sinh và vùng nước lân cận; tuy nhiên, đã có xem xét về khả năng nơi sinh sản chưa được khám phá của cá voi lưng gù, cá voi xanh phương Nam và cá voi xanh lùn có bao gồm đảo Phục Sinh và Isla Salas y Gómez. Các khu vực sinh sản tiềm năng của cá voi vây cũng đã được phát hiện ở ngoài khơi phía đông bắc đảo.

Thực vật trên đảo
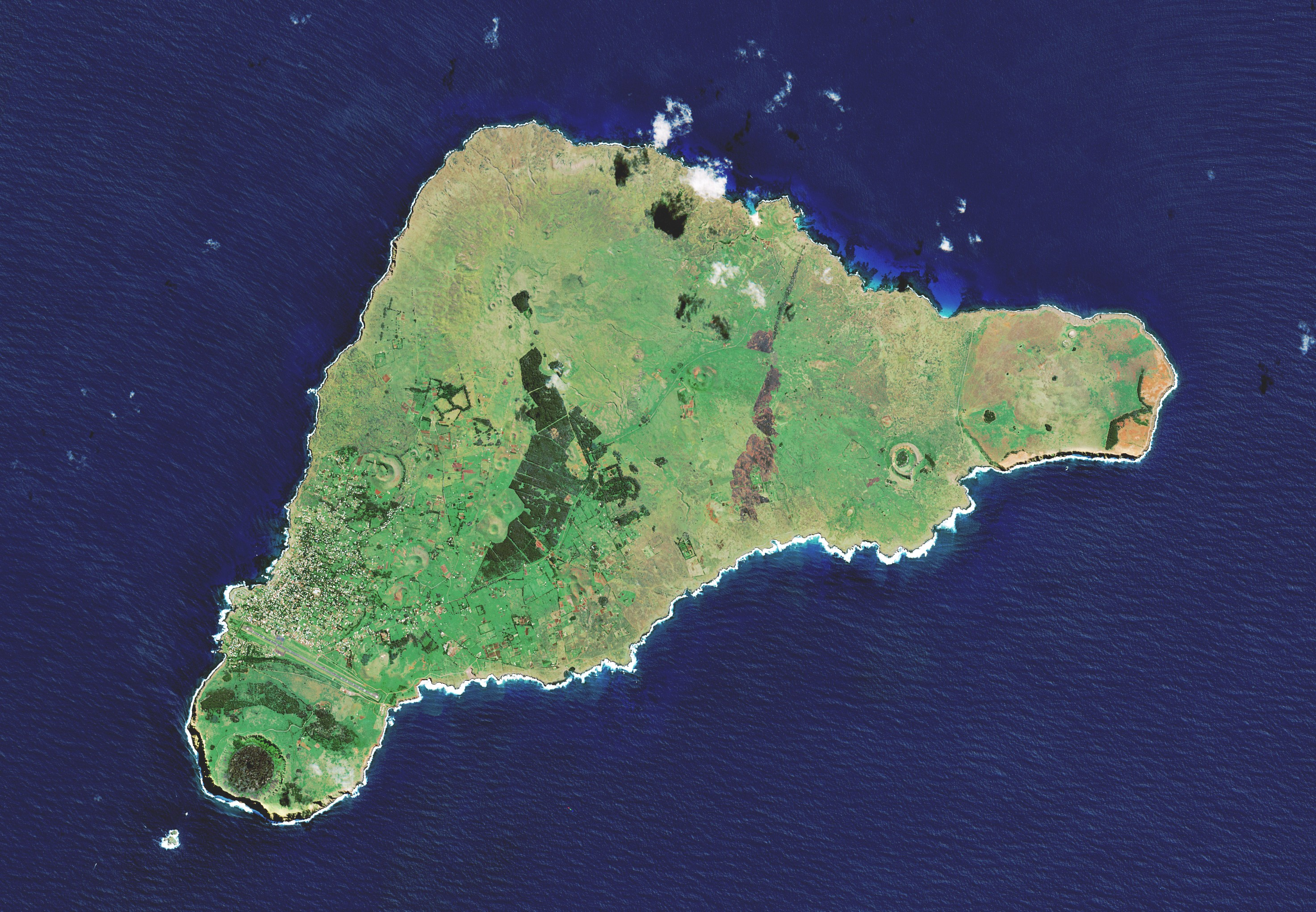
Ảnh vệ tinh của đảo Phục Sinh 2019. Bán đảo Poike ở bên phải.
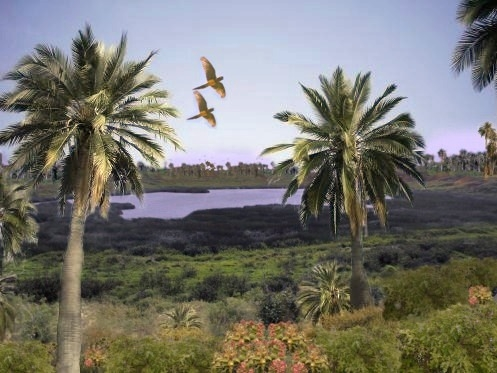
Giải trí kỹ thuật số về cảnh quan cổ xưa với rừng nhiệt đới và cây cọ
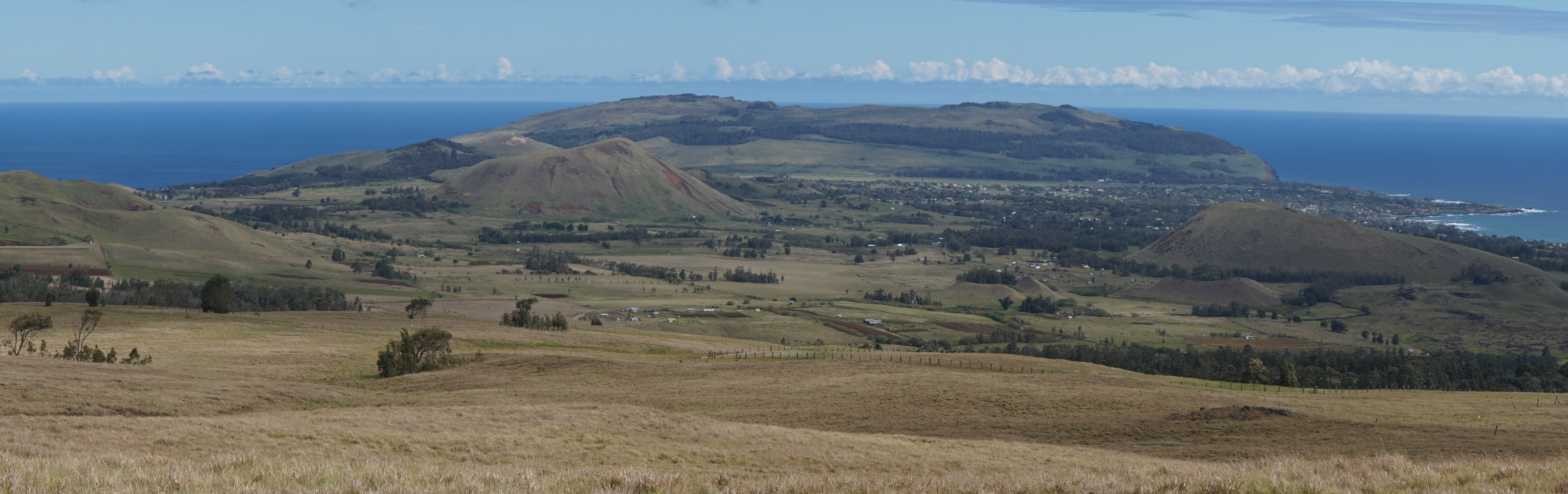
Hanga Roa nhìn từ Terevaka, điểm cao nhất của đảo
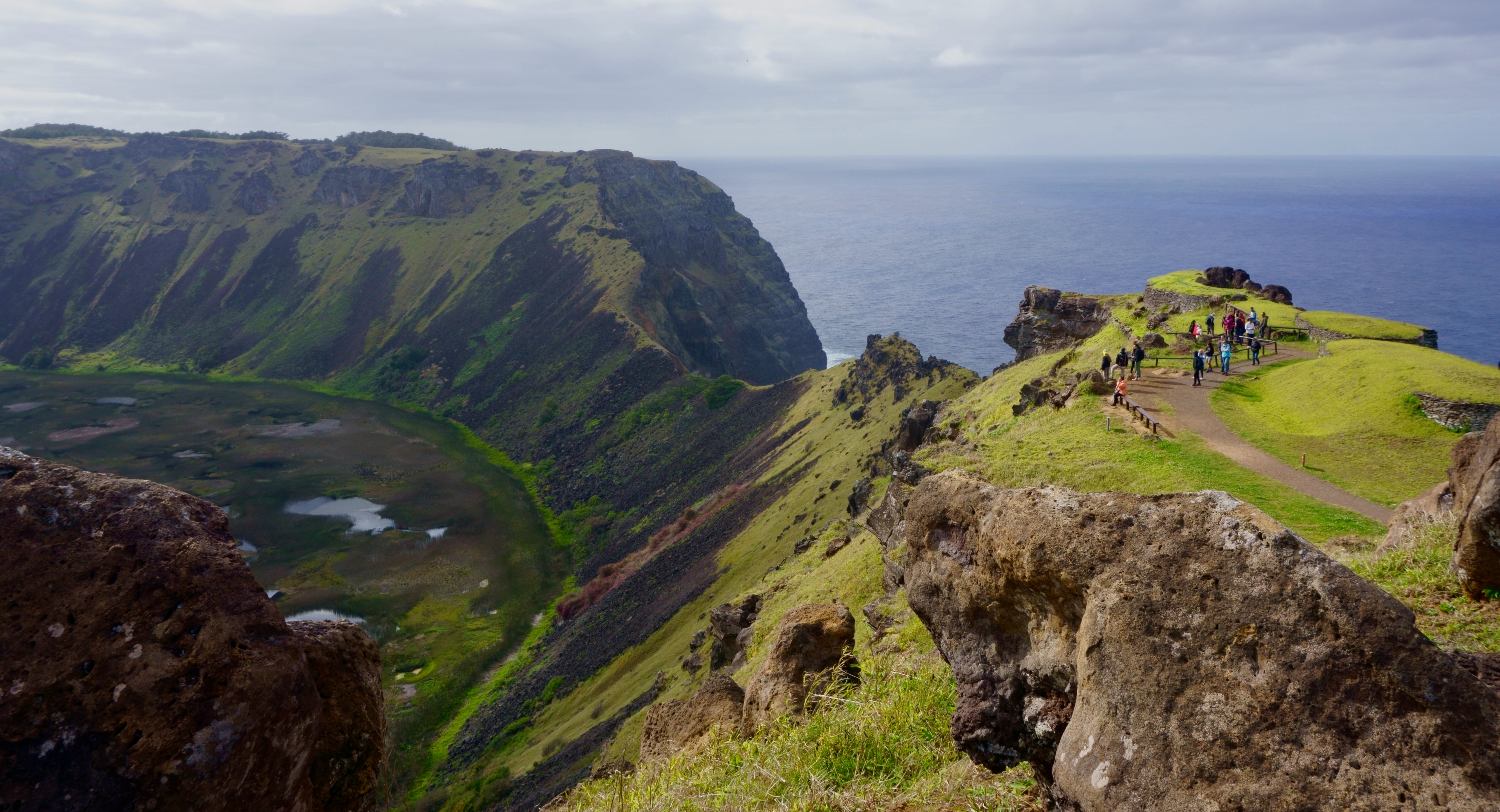
Quang cảnh Rano Kau và Thái Bình Dương

Thuốc ức chế miễn dịch sirolimus lần đầu tiên được phát hiện ở vi khuẩn Streptomyces hygroscopeus trong một mẫu đất từ đảo Phục Sinh. Thuốc còn có tên là rapamycin, đặt theo tên Rapa Nui. Nó hiện đang được nghiên cứu để kéo dài tuổi thọ ở chuột.
Cây cối trên đảo thưa thớt, hiếm khi hình thành lùm cây tự nhiên, và có tranh luận liệu người dân bản địa của đảo Phục Sinh có phá rừng trong quá trình dựng tượng hay không, hoặc trong việc cung cấp thực phẩm cho một hòn đảo bị quá tải dân số. Khảo cổ học thực nghiệm chứng minh rằng một số bức tượng chắc chắn từng được được đặt trên những khung gỗ hình chữ "Y" gọi là "miro manga erua" và sau đó được kéo đến đích cuối cùng tại các địa điểm nghi lễ. Các giả thuyết khác liên quan đến việc sử dụng "thang" (đường ray bằng gỗ song song) để kéo các bức tượng lên. Truyền thống của người Rapa Nui ám chỉ một cách ẩn dụ sức mạnh tâm linh (mana) là phương tiện để các moai được "đi" khỏi mỏ đá. Những tái tạo thử nghiệm gần đây chứng minh rằng hoàn toàn có khả năng các moai được dời từ mỏ đá đến vị trí cuối cùng bằng cách sử dụng dây thừng, điều này làm dấy lên nghi ngờ về vai trò của các tượng moai đối với việc sụp đổ về môi trường trên đảo.
Do đảo có vĩ độ ở phía nam, tác động khí hậu của kỷ băng hà nhỏ (khoảng 1650 đến 1850) có thể đã làm trầm trọng thêm việc mất rừng, mặc dù điều này vẫn chỉ mang tính suy đoán. Nhiều nhà nghiên cứu chỉ ra xu hướng giảm tính khí hậu do kỷ băng hà nhỏ gây ra là một yếu tố góp phần gây ra căng thẳng về tài nguyên và khiến cây cọ biến mất. Tuy nhiên, các chuyên gia không đồng nhất về thời điểm loài cọ trên đảo tuyệt chủng.
Jared Diamond bác bỏ biến đổi khí hậu trong quá khứ là nguyên nhân chính dẫn đến nạn phá rừng trên đảo trong cuốn sách Collapse của ông, cuốn sách đánh giá quá trình sụp đổ của cư dân đảo Phục Sinh cổ đại. Bị ảnh hưởng bởi cách giải thích lãng mạn của Heyerdahl về lịch sử đảo Phục Sinh, Diamond nhấn mạnh rằng việc cây cối trên đảo biến mất dường như trùng hợp với việc nền văn minh của đảo suy tàn vào khoảng thế kỷ 17 và 18, cùng với sự suy giảm của xương cá ở bãi rác (cho thấy sự suy giảm trong đánh bắt cá) và sau đó xương chim suy giảm mà ông cho là do mất môi trường sống.
Benny Peiser ghi nhận bằng chứng về khả năng tự cung tự cấp khi người châu Âu lần đầu tiên đến. Đảo vẫn còn những cây nhỏ, chủ yếu là toromiro, chúng đã tuyệt chủng trong tự nhiên vào thế kỷ 20 có lẽ do tốc độ sinh trưởng chậm và những thay đổi trong hệ sinh thái trên đảo. Cornelis Bouman, đội trưởng của Jakob Roggeveen, đã nêu trong nhật ký của mình, "... khoai, chuối và dừa nhỏ mà chúng tôi đã thấy rất ít và không có cây cối hay hoa màu nào khác." Theo Carl Friedrich Behrens, sĩ quan của Roggeveen, "Người bản xứ tặng cành cọ như một lời cầu hòa." Theo nhà dân tộc học Alfred Mètraux, kiểu nhà phổ biến nhất được gọi là "hare paenga" (và ngày nay được gọi là "nhà thuyền") vì mái nhà giống như một chiếc thuyền bị lật. Nền móng của những ngôi nhà được làm bằng những phiến đá bazan được chôn có lỗ để các thanh xà gỗ liên kết với nhau theo chiều rộng của ngôi nhà. Sau đó chúng được phủ một lớp sậy totora, tiếp theo là một lớp lá mía được dệt và cuối cùng là một lớp cỏ được dệt.
Peiser cho rằng những tường thuật này chỉ ra những cây lớn vẫn tồn tại vào thời điểm đó, điều này có lẽ mâu thuẫn với trích dẫn của Bouman ở trên. Các đồn điền thường nằm xa hơn trong đất liền, cạnh chân đồi, bên trong các ống dung nham có trần hở và ở những nơi khác, những nơi được bảo vệ khỏi gió muối và bụi nước muối mạnh. Có thể nhiều người châu Âu đã không mạo hiểm vào nội địa. Mỏ đá làm tượng chỉ cách bờ biển một kilômét (5⁄8 dặm) với vách đá ấn tượng cao 100 m (330 ft) , nhưng chưa được người châu Âu khám phá cho đến tận thế kỷ 19.
Đảo Phục Sinh bị xói mòn đất nghiêm trọng trong những thế kỷ gần đây, bị trầm trọng hơn do nạn phá rừng quy mô lớn trong lịch sử, cùng với nuôi cừu hiện đại trong suốt hầu hết thế kỷ 20. Jakob Roggeveen từng tường thuật rằng đảo Phục Sinh đặc biệt màu mỡ. "Gà là loài động vật duy nhất họ nuôi. Họ trồng chuối, mía và trên hết là khoai lang." Năm 1786 Jean-François de La Pérouse đến thăm đảo Phục Sinh và người làm vườn của ông tuyên bố rằng "ba ngày làm việc một năm" sẽ đủ để cung cấp cho người dân. Rollin, một thiếu tá trong chuyến thám hiểm của Pérouse, đã viết rằng "Thay vì gặp gỡ những con người kiệt sức vì nạn đói... thì ngược lại, tôi lại thấy một dân số đáng kể, xinh đẹp và duyên dáng hơn những gì tôi đã gặp sau đó ở bất kỳ hòn đảo nào khác; và một vùng đất, với rất ít công lao động, có các điều kiện tuyệt vời, và với số lượng dồi dào quá đủ cho nhu cầu tiêu dùng của người dân." Sự đổi mới của người dân trên đảo trong phương pháp phủ đá - phương pháp phủ sỏi hoặc đá lên các cánh đồng để giữ độ ẩm và cải thiện độ phì nhiêu của đất - là một phương pháp nổi tiếng và hiệu quả ở các khu vực khô hạn của thế giới thời tiền hiện đại.
Theo Diamond, các truyền thống truyền khẩu (tính xác thực bị Routledge, Lavachery, Mètraux, Peiser và những người khác nghi ngờ) của những người dân đảo hiện tại dường như bị ám ảnh bởi việc ăn thịt đồng loại, và ông đưa điều này làm bằng chứng ủng hộ một sự sụp đổ nhanh chóng. Ví dụ, ông nói để xúc phạm nặng nề kẻ thù, người ta sẽ nói: "Thịt của mẹ ngươi dính vào kẽ răng của ta." Điều này được Diamond khẳng định có nghĩa là nguồn cung cấp thực phẩm cho người dân cuối cùng đã cạn kiệt. Tuy nhiên, tục ăn thịt đồng loại phổ biến khắp các nền văn hóa Polynesia. Xương người không được tìm thấy trong các lò đất ngoài những lò phía sau nền tôn giáo, cho thấy rằng tục ăn thịt đồng loại ở đảo Phục Sinh là một tập tục mang tính nghi lễ.  Nghiên cứu dân tộc học đương đại chứng minh rằng hầu như không có bằng chứng hữu hình nào cho việc ăn thịt đồng loại lan rộng ở bất cứ đâu và bất cứ lúc nào trên đảo. Cuộc khám phá khoa học đầu tiên về đảo Phục Sinh (1914) ghi nhận rằng người dân bản địa bác bỏ mạnh mẽ những cáo buộc rằng họ hoặc tổ tiên của họ từng là người ăn thịt đồng loại.

## Văn hoá

### Thần thoại
Theo thần thoại Rapa Nui, Hotu Matu'a là người định cư đầu tiên và ariki mau ("tù trưởng tối cao" hay "vua") đầu tiên của đảo Phục Sinh. Hotu Matu'a và nhóm định cư đi trên hai ca nô (hoặc một ca nô vỏ đôi) là những người Polynesia đến từ vùng đất ngày nay chưa được biết đến và có thể là Hiva Nuku Hiva, Hiva Oa, Fatu Hiva, Mount Oave, quần đảo Marquesas, Tahiti, Fenua. Họ đổ bộ lên bãi biển Anakena và người của ông tản ra khắp đảo, chia nhỏ đất đai cho các thị tộc tuyên bố có nguồn gốc từ các con trai của ông, và sống hơn một nghìn năm trên hòn đảo biệt lập này cho đến khi thuyền trưởng người Hà Lan Jacob Roggeveen đến đảo vào năm 1722.
Yếu tố dễ thấy nhất trong văn hóa của đảo là việc tạo ra những bức tượng khổng lồ gọi là moai, tượng trưng cho tổ tiên được thần thánh hóa.  Người ta tin rằng người sống có mối quan hệ cộng sinh với người chết, và người chết cung cấp mọi thứ mà người sống cần (sức khỏe, khả năng sinh sôi, tài sản), và người sống thông qua lễ vật mang lại cho người chết một nơi tốt đẹp hơn trong thế giới linh hồn. Hầu hết các khu định cư đều nằm trên bờ biển và các moai được dựng dọc theo bờ biển, trông chừng con cháu của họ ở các khu định cư trước mặt họ, quay lưng về phía thế giới linh hồn trên biển..
Giáo phái Tangata manu hay Người chim kế thừa kỷ nguyên Moai của đảo, khi chiến tranh nổ ra vì tài nguyên thiên nhiên cạn kiệt và việc xây dựng các bức tượng bị dừng lại. Vị thần Make-make là vị thần đứng đầu của giáo phái Người chim. Sự sùng bái suy giảm sau khi người dân trên đảo chấp nhận Công giáo La Mã, nhưng sự phổ biến và ký ức về Người chim không bị xóa bỏ và nó vẫn hiện diện trong vật trang trí của nhà thờ trên đảo.

### Công trình đá
Người Rapa Nui có nền văn hóa thời đồ đá và sử dụng rộng rãi đá địa phương:
- Bazan, một loại đá cứng, đặc được sử dụng để làm toki và ít nhất một trong các moai.
- Đá vỏ chai, một loại thủy tinh núi lửa với các cạnh sắc được sử dụng để làm các dụng cụ sắc bén như Mataa và cho đồng tử đen trong mắt của tượng moai.
- Scoria đỏ từ Puna Pau, một loại đá màu đỏ nhạt được sử dụng để làm pukao và một vài moai.
- Tuff từ Rano Raraku, một loại đá dễ gia công hơn nhiều so với đá bazan được sử dụng để làm hầu hết các moai.

#### Tượng Moai
Những bức tượng đá lớn, hay moai, khiến đảo Phục Sinh nổi tiếng, chúng được chạm khắc vào khoảng năm 1100–1680 (ngày xác định niên đại bằng carbon phóng xạ đã được điều chỉnh). Tổng cộng có 887 bức tượng đá nguyên khối đã được kiểm kê trên đảo và trong các bộ sưu tập bảo tàng. Mặc dù thường được xác định là "đầu đảo Phục Sinh", các bức tượng đều có thân mình, hầu hết đều kết thúc ở đầu đùi; một số ít là những tượng hoàn chỉnh quỳ trên đầu gối và đặt tay lên bụng. Một số moai thẳng đứng đã bị đất vùi lấp đến tận cổ.
Gần như tất cả (95%) moai đều được chạm khắc từ tro núi lửa đã đông cứng hay gọi là tuff, có đặc điểm là dễ dàng gia công, được tìm thấy tại một địa điểm duy nhất bên cạnh ngọn núi lửa đã tắt Rano Raraku. Những người dân bản địa trên đảo chạm khắc chúng chỉ bằng những chiếc đục tay bằng đá, chủ yếu là đá bazan toki có khắp nơi trong mỏ đá. Những chiếc đục đá được mài sắc bằng cách làm sứt mẻ một cạnh mới khi bị cùn. Trong khi quá trình điêu khắc đang diễn ra, đá núi lửa được tạt nước để làm mềm. Nhiều đội làm việc trên các bức tượng khác nhau cùng một lúc, nhưng một moai duy nhất phải mất một đội gồm năm hoặc sáu người trong khoảng một năm để hoàn thành. Mỗi bức tượng tượng trưng cho thủ lĩnh đã khuất của một dòng dõi.
Chỉ có một phần tư số bức tượng là được dựng. Gần một nửa vẫn ở lại mỏ đá tại Rano Raraku, số còn lại nằm ở nơi khác, có lẽ đang trên đường đến địa điểm đã định. Moai lớn nhất được đặt trên bệ được gọi là "Paro". Nó nặng 82 tấn (90 tấn Mỹ) và dài 9,89 m (32 ft 5 in). Một số bức tượng khác có trọng lượng tương tự đã được vận chuyển đến ahu ở bờ biển phía bắc và phía nam.
Các phương tiện khả thi để di chuyển các bức tượng bao gồm việc sử dụng miro manga erua, một chiếc xe trượt hình chữ Y có các mảnh chéo, được kéo bằng dây thừng làm từ vỏ cứng của cây hau và buộc quanh cổ bức tượng. Cần khoảng 180 đến 250 người để kéo, tùy thuộc vào kích thước của moai. Trong số các nhà nghiên cứu khác về việc di chuyển và dựng tượng moai có Vince Lee, ông đã diễn lại một kịch bản di chuyển moai. Khoảng 50 bức tượng đã được dựng lại ở thời hiện đại. Một trong những chiếc đầu tiên là trên Ahu Ature Huke ở bãi biển Anakena năm 1956. Nó được dựng bằng phương pháp truyền thống trong một chuyến thám hiểm Heyerdahl.
Một phương pháp khác có thể đã được sử dụng để vận chuyển moai là gắn dây thừng vào bức tượng và đu đưa nó, kéo nó về phía trước khi nó bị đu đưa.  Điều này sẽ phù hợp với truyền thuyết về việc Mo'ai 'đi bộ' đến địa điểm cuối cùng của họ. Việc này có thể chỉ mất 15 người để tiến hành, được hỗ trợ từ các bằng chứng sau:
- Đầu của các moai trong mỏ đá nghiêng về phía trước, trong khi những cái được chuyển đến vị trí cuối cùng thì không. Điều này sẽ giúp tạo một trọng tâm tốt hơn cho việc vận chuyển.
- Những bức tượng được tìm thấy dọc theo các tuyến đường vận chuyển có chân đế rộng hơn những bức tượng được lắp đặt trên ahu; điều này sẽ tạo điều kiện cho việc vận chuyển ổn định hơn. Các nghiên cứu đã chỉ ra những vết nứt dọc theo chân tượng trong quá trình vận chuyển; những điều này có thể phát sinh từ việc đu đưa bức tượng qua lại và tạo áp lực lớn lên các cạnh. Những bức tượng được tìm thấy được gắn trên ahu không có đế rộng, và những mảnh đá được tìm thấy tại địa điểm cho thấy chúng đã được sửa đổi thêm tại vị trí.
- Người ta tìm thấy những bức tượng bị bỏ lại và rơi gần những con đường cũ (thường xuyên hơn dự kiến nếu tình cờ) úp mặt khi lên dốc và nằm ngửa khi đi hạ dốc. Một số được ghi lại là đứng thẳng dọc theo những con đường cũ, chẳng hạn như bởi một nhóm trong chuyến hành trình của Thuyền trưởng Cook đang nghỉ dưới bóng của một bức tượng đứng.  Điều này phù hợp với kiểu vận chuyển thẳng đứng.

Có tranh luận về tác động của quá trình xây dựng tượng đài đối với môi trường. Một số người tin rằng quá trình tạo ra các moai gây ra nạn phá rừng trên diện rộng và cuối cùng là cuộc nội chiến vì nguồn tài nguyên khan hiếm.
Năm 2011, một bức tượng moai lớn được khai quật từ lòng đất. Trong cùng một chương trình khai quật, một số moai lớn hơn được phát hiện có các hình khắc đá phức tạp ở lưng, được tiết lộ khi khai quật sâu phần thân.

Moai
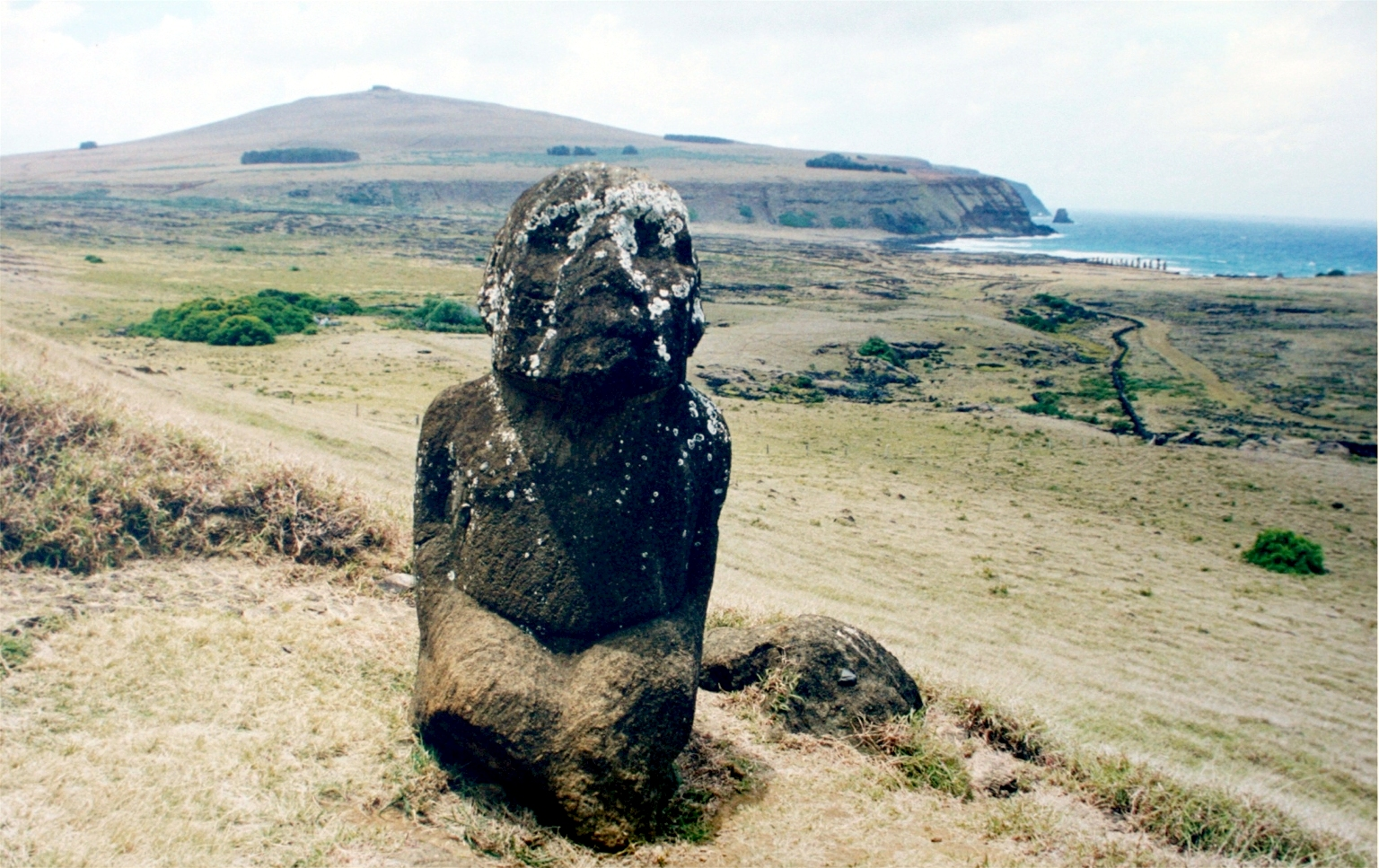
Tukuturi, một moai quỳ có râu lạ thường
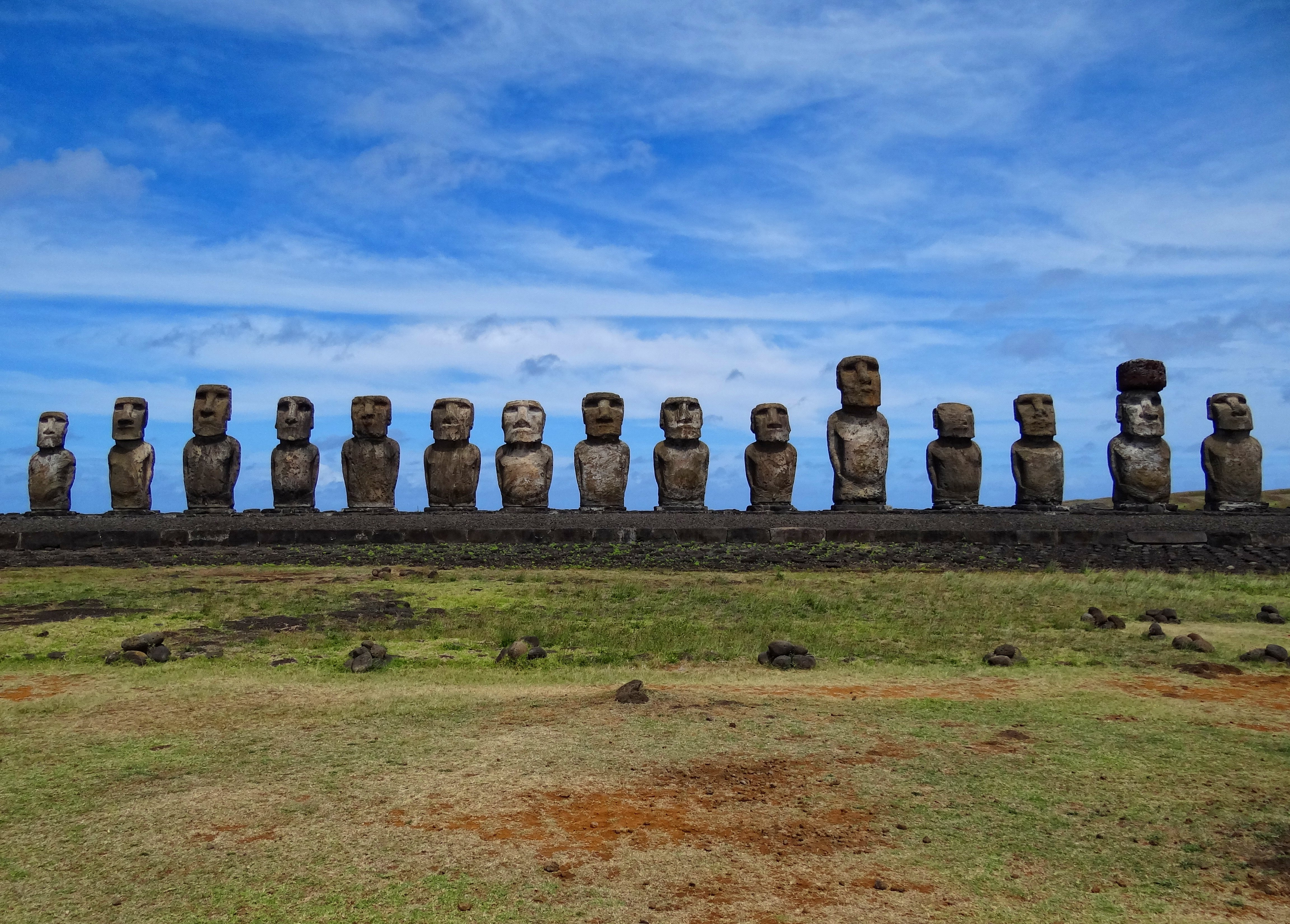
Tất cả 15 tượng moai đứng tại Ahu Tongariki, được khai quật và phục hồi vào những năm 1990
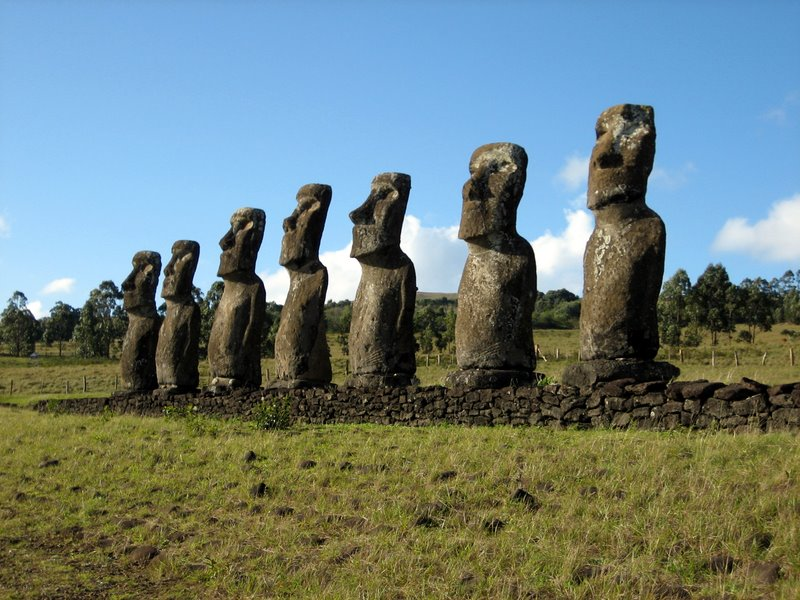
Ahu Akivi, một trong số ít ahu trong nội địa, có moai duy nhất hướng ra biển

#### Nền đá Ahu

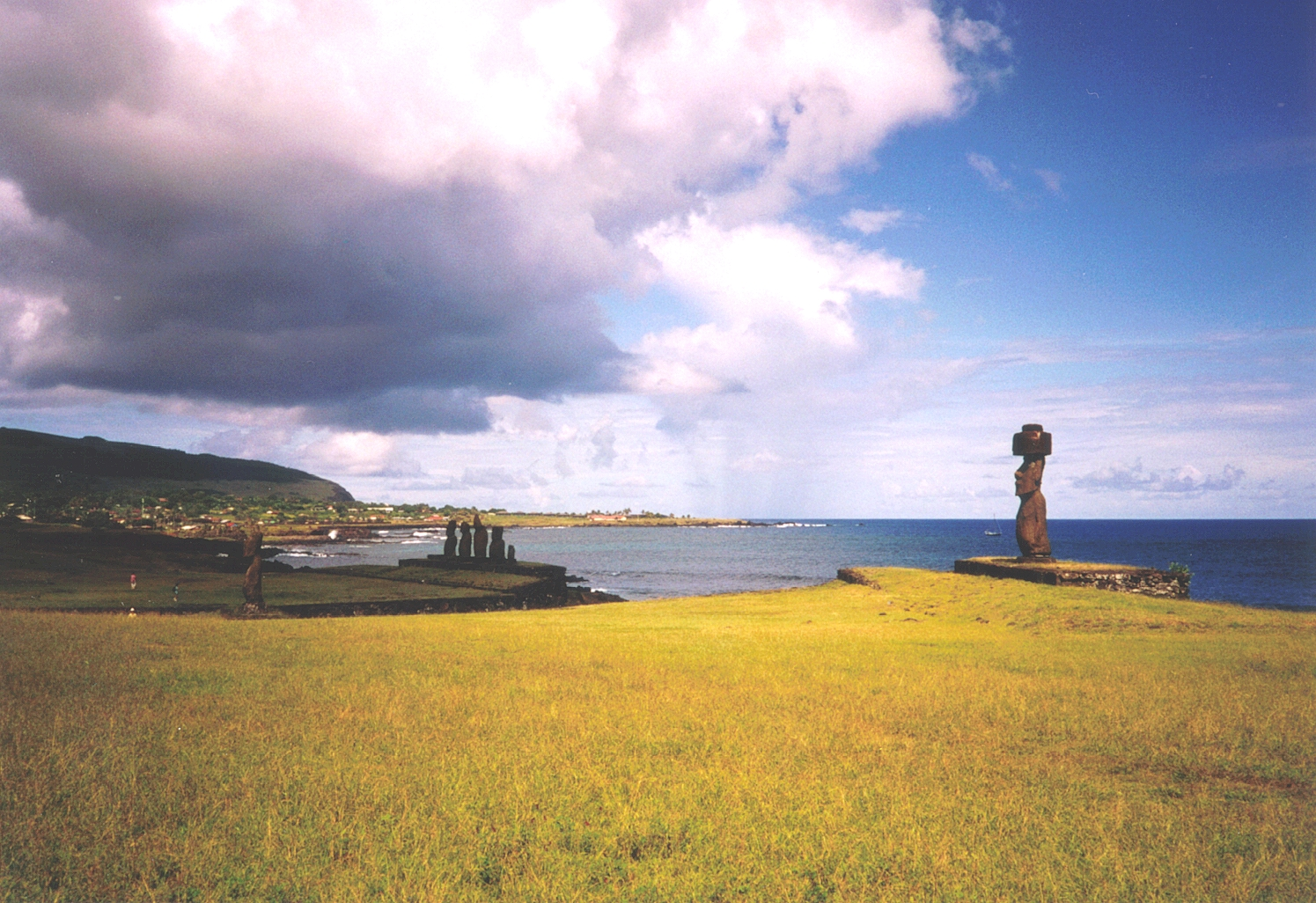
Hai ahu tại Hanga Roa. Ở tiền cảnh là Ahu Ko Te Riku (với pukao trên đầu).

Ahu là những bệ đá, chúng thay đổi rất nhiều về cách bố trí, nhiều bức tượng đã được làm lại trong hoặc sau thời đại huri mo'ai hay lật đổ tượng; nhiều cái trở thành chỗ đựng tro cốt, và Ahu Tongariki bị sóng thần cuốn vào nội địa. Trong số 313 ahu được biết đến, 125 cái mang theo moai – thường chỉ có một, có thể là do giai đoạn moai ngắn ngủi và giao thông khó khăn.  Ahu Tongariki, cách Rano Raraku một km (0,62 mi), có nhiều moai nhất và cao nhất, tổng cộng là 15 bức tượng. Các ahu đáng chú ý khác có moai là Ahu Akivi, được William Mulloy khôi phục vào năm 1960, Nau Nau tại Anakena và Tahai. Một số moai có thể được làm từ gỗ và đã biến mất.
Các yếu tố cổ điển của thiết kế ahu là:
- Tường chắn phía sau cao vài feet, thường hướng ra biển
- Tường phía trước làm bằng các phiến đá bazan hình chữ nhật gọi là paenga
- Một tấm cách làm bằng đá xỉ màu đỏ trải dài trên bức tường phía trước (các thềm được xây dựng sau năm 1300)
- Một đoạn đường dốc ở phần phía nội địa của thềm, vươn ra ngoài như đôi cánh
- Một mặt lát bằng những viên đá bị nước bào mòn hình tròn, có kích thước bằng nhau, gọi là poro
- Các viên đá xếp thành một hàng trước đoạn dốc
- Một sân lát đá trước ahu. Cái này được gọi là marae
- Bên trong ahu là một đống mảnh vỡ.

Phía trên nhiều ahu sẽ là:
- Moai trên những "bệ đỡ" vuông vức nhìn vào nội địa, đoạn dốc có poro phía trước.
- Pukao hay Hau Hiti Rau trên đầu moai (các nền xây dựng sau năm 1300).
- Khi một buổi lễ diễn ra, "mắt" được đặt trên các bức tượng. Lòng trắng của mắt được làm bằng san hô, mống mắt được làm bằng đá vỏ chai hoặc đá xỉ màu đỏ.

Ahu phát triển từ truyền thống Polynesia marae. Trong bối cảnh này, ahu ám chỉ một cấu trúc nhỏ đôi khi được lợp bằng mái tranh, là nơi cất giữ các vật linh thiêng, bao gồm cả các bức tượng. Các ahu thường ở gần marae hoặc sân trung tâm chính nơi diễn ra các nghi lễ, nhưng trên đảo Phục Sinh, ahu và moai phát triển với quy mô lớn hơn nhiều. Ở đây, marae là sân không lát đá phía trước ahu. Ahu lớn nhất dài 220 m (720 ft) và chứa 15 bức tượng, một số bức tượng cao 9 m (30 ft).  Chất liệu lấp đầy một ahu có nguồn gốc từ địa phương (các moai cũ bị vỡ, những mảnh vỡ của nó). Những khối đá riêng lẻ hầu hết đều nhỏ hơn nhiều so với moai, do đó cần ít công sức hơn để vận chuyển nguyên liệu thô, nhưng việc san bằng địa hình cho sân và lấp đầy các ahu lại rất tốn công sức.
Ahu được tìm thấy chủ yếu ở bờ biển, nơi chúng phân bố dày đặc và khá đồng đều. Các trường hợp ngoại lệ là sườn phía tây của núi Terevaka và các mũi đất Rano Kau và Poike, tại đó chúng thưa thớt hơn nhiều. Đây là ba khu vực có ít nhất đất ven biển thấp và ngoài Poike thì là những khu vực xa Rano Raraku nhất. Một ahu với nhiều moai được ghi nhận trên vách đá ở Rano Kau vào những năm 1880 nhưng đã rơi xuống bãi biển trước Chuyến thám hiểm Routledge. Ít nhất ba ahu được ghi nhận tại Poike vào những năm 1930 cũng đã biến mất kể từ đó.

#### Tường đá
Một trong những ví dụ chất lượng cao nhất về công trình xây bằng đá trên đảo Phục Sinh là bức tường phía sau của ahu tại Vinapu. Được làm không cần vữa bằng cách định hình những tảng đá bazan cứng có kích thước lên tới 7.000 kg (6,9 tấn Anh; 7,7 tấn Mỹ) sao cho khớp với nhau một cách chính xác, nó có bề ngoài giống với một số bức tường đá Inca tại Nam Mỹ.

#### Nhà đá
Hai loại nhà được biết đến trong quá khứ: hare paenga là một ngôi nhà có nền hình elip được làm bằng các tấm đá bazan và lợp mái tranh giống như một chiếc thuyền bị lật, và hare oka là một cấu trúc đá hình tròn. Các công trình kiến trúc bằng đá liên quan được gọi là Tupa trông rất giống với hare oka, ngoại trừ việc Tupa là nơi sinh sống của các nhà chiêm tinh-thầy cúng và nằm gần bờ biển, là nơi có thể dễ dàng quan sát chuyển động của các ngôi sao. Các khu định cư cũng có hare moa ("nhà gà"), là những công trình kiến trúc thuôn dài bằng đá dùng để nuôi gà.  Những ngôi nhà ở làng nghi lễ Orongo độc đáo ở chỗ chúng có hình dạng giống hare paenga nhưng được làm hoàn toàn bằng những tấm đá bazan phẳng được tìm thấy bên trong miệng núi lửa Rano Kao.  Lối vào tất cả các ngôi nhà đều rất thấp và phải bò để vào.
Vào thời kỳ đầu, người dân Rapa Nui được cho là đưa người chết ra biển trên những chiếc ca nô tang lễ nhỏ, giống những người Polynesia trên các đảo khác. Sau đó, họ bắt đầu chôn người trong những hang động bí mật để giữ cho xương khỏi bị kẻ thù xâm phạm. Trong thời kỳ hỗn loạn vào cuối thế kỷ 18, người dân trên đảo dường như đã bắt đầu chôn cất người chết trong khoảng trống giữa bụng một bức tượng moai đã đổ và bức tường phía trước của công trình. Trong thời gian xảy ra dịch bệnh, họ đã xây dựng những ngôi mộ tập thể bằng đá hình bán kim tự tháp.

#### Hình khắc đá
Đảo Phục Sinh có một trong những bộ sưu tập hình khắc đá phong phú nhất tại Polynesia. Khoảng 1.000 địa điểm với hơn 4.000 hình khắc đá được lập danh mục. Các thiết kế và hình ảnh được chạm khắc trên đá vì nhiều lý do: tạo vật tổ, đánh dấu lãnh thổ hoặc tưởng nhớ một người hoặc sự kiện. Có sự khác biệt rõ rệt xung quanh hòn đảo về tần suất chủ đề của các hình khắc đá, tập trung nhiều vào Người chim tại Orongo. Các chủ đề khác bao gồm rùa biển, Komari (vulvas) và Makemake, vị thần đứng đầu của giáo phái Tangata manu hay Người chim.

Hình khắc đá
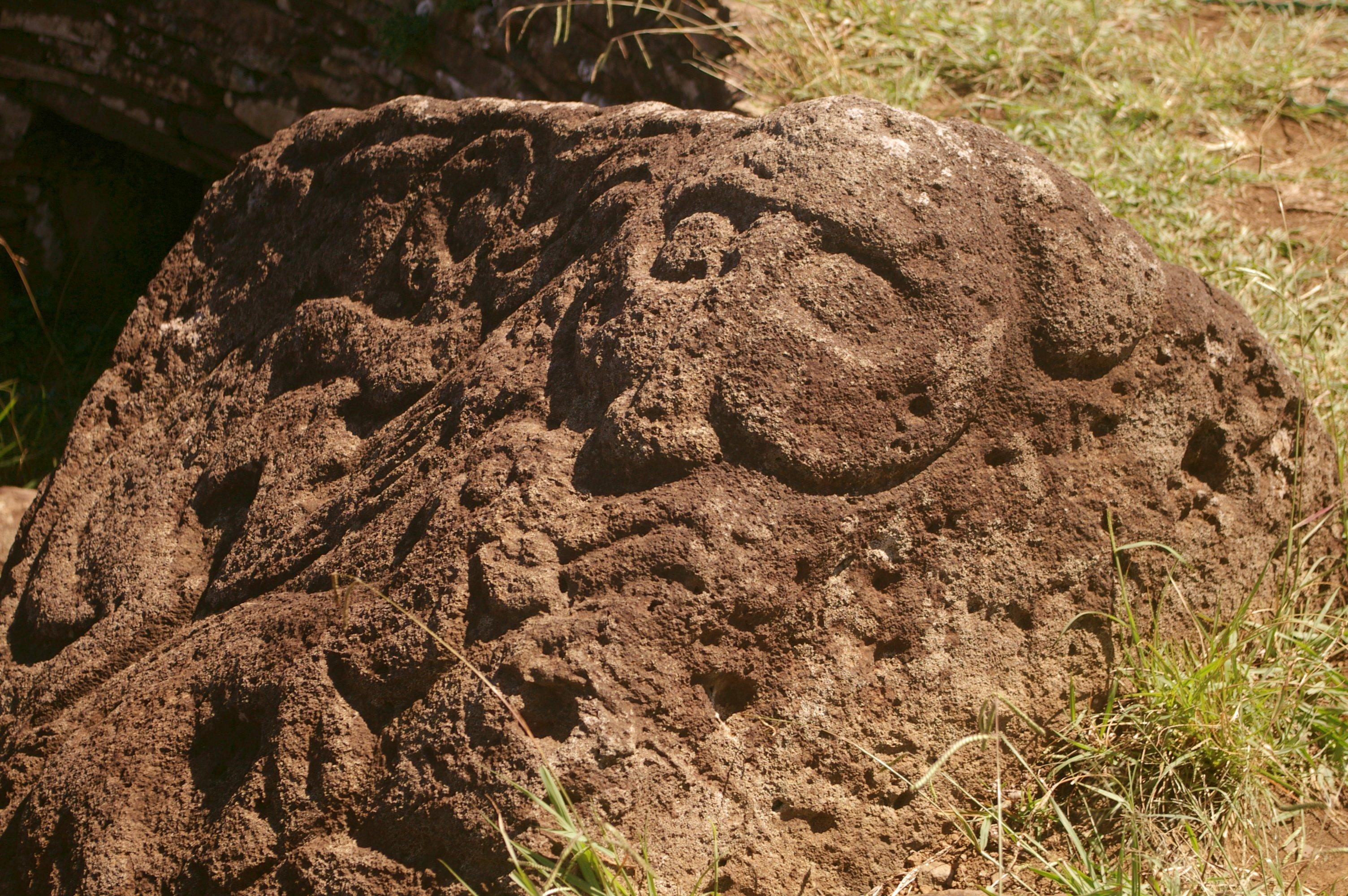
Makemake với hai Người chim, được chạm khắc từ scoria màu đỏ
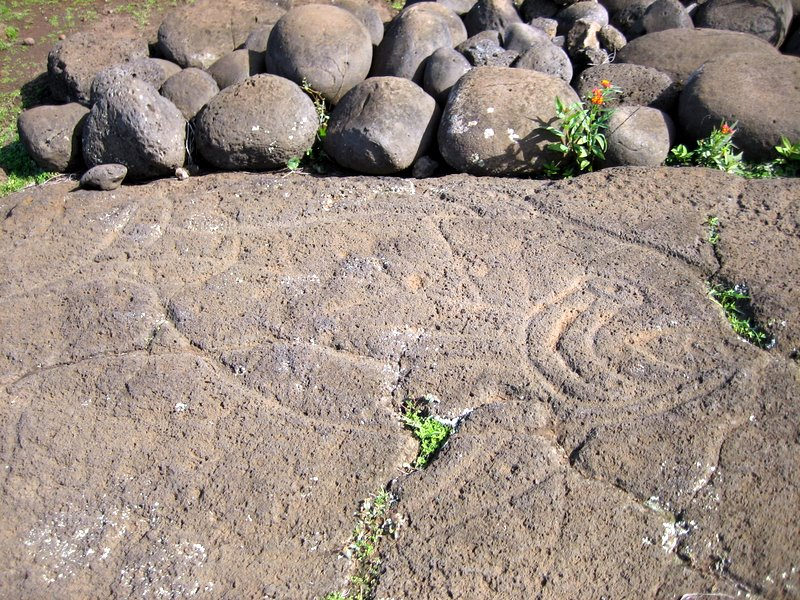
Hình cá khắc đá được tìm thấy gần Ahu Tongariki

#### Hang động
Hòn đảo và Motu Nui lân cận có nhiều hang động, nhiều cái cho thấy dấu hiệu từng được con người sử dụng để trồng trọt và làm công sự, bao gồm việc các lối vào bị thu hẹp và các không gian thu thập thông tin với điểm phục kích. Nhiều hang động xuất hiện trong thần thoại và truyền thuyết của người Rapa Nui.
Pu o Hiro hay kèn của Hiro  là một hòn đá ở bờ biển phía bắc của đảo Phục Sinh. Nó từng là một nhạc cụ được sử dụng trong nghi lễ sinh sản.

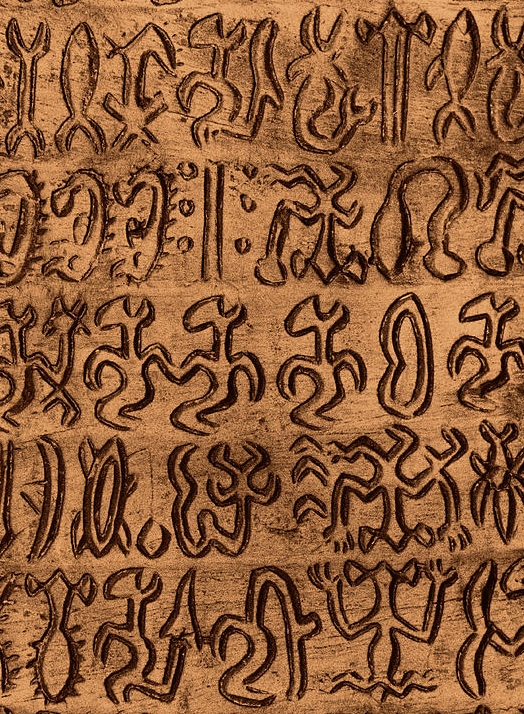
Một mẫu của rongorongo

### Rongorongo
Đảo Phục Sinh từng có một loại chữ viết, được gọi là rongorongo. Các hình tượng bao gồm hình vẽ dạng tượng hình và hình học; các văn bản được khắc trên gỗ theo lối đường cày ngược.  Nhà truyền giáo người Pháp Eugène Eyraud tường thuật loại chữ này lần đầu tiên vào năm 1864. Vào thời điểm đó, một số người dân trên đảo nói rằng họ có thể hiểu được chữ viết, nhưng theo truyền thống, chỉ những gia đình cầm quyền và thầy cúng mới biết chữ, và không ai còn sống sót sau các cuộc tấn công bắt nô lệ và những đợt dịch tiếp theo. Bất chấp nhiều nỗ lực, các văn bản còn sót lại vẫn chưa được giải mã, và nếu không giải mã thì không chắc chắn rằng chúng thực sự là chữ viết. Một phần của vấn đề là chúng chỉ còn lại số lượng nhỏ: chỉ có hai tá văn bản, nhưng không có văn bản nào còn sót lại trên đảo. Cũng chỉ có một vài điểm tương đồng với các hình khắc đá trên đảo.

### Hình khắc gỗ
|             |                              |
| Tượng xương | Tượng đẫy đà không điển hình |

Gỗ khan hiếm trên đảo Phục Sinh trong thế kỷ 18 và 19, nhưng một số tác phẩm chạm khắc có độ chi tiết và đặc trưng cao được đưa đến các bảo tàng trên thế giới. Các hình thức cụ thể bao gồm:

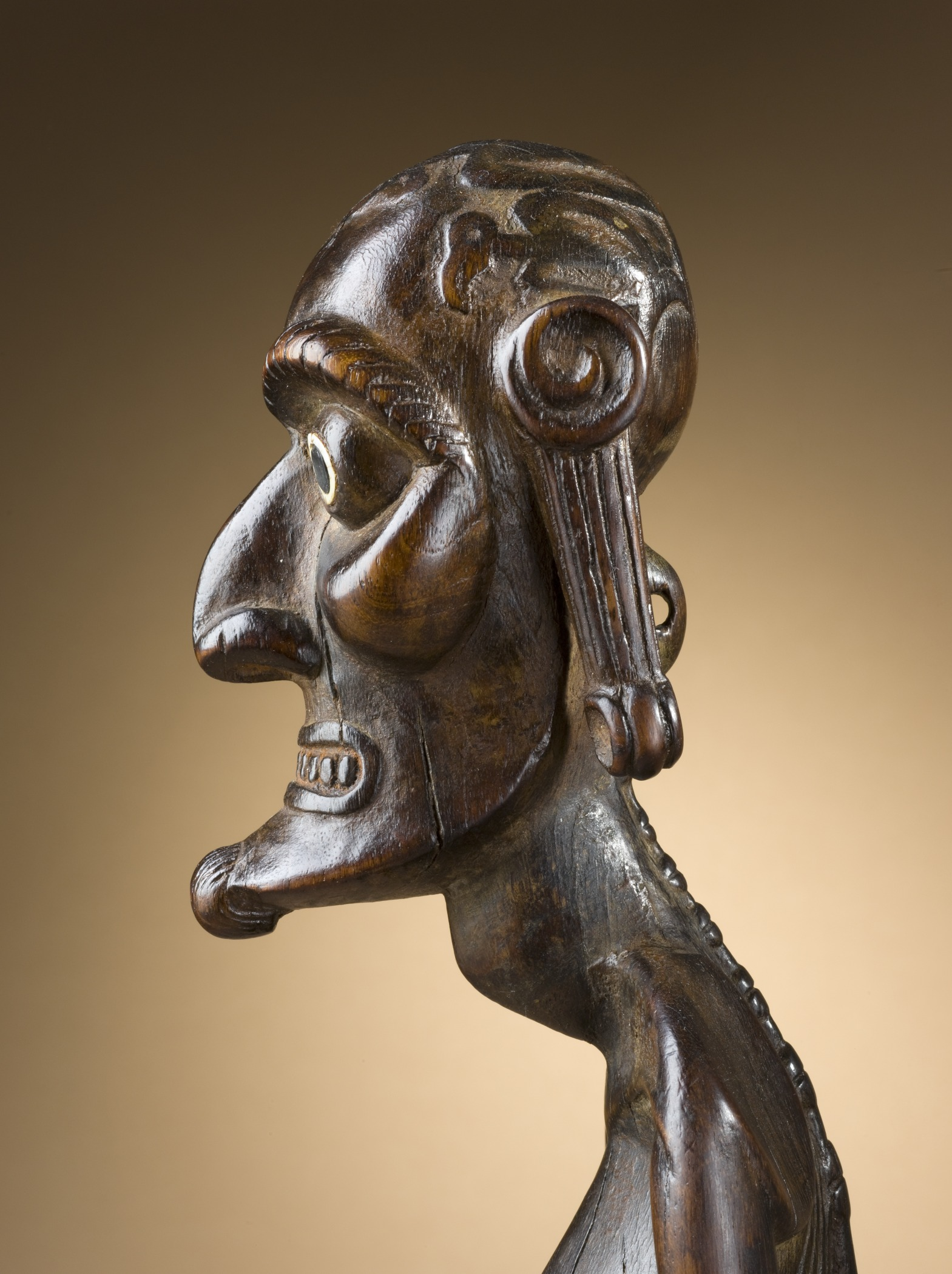
Hình tổ tiên, k. 1830, từ bộ sưu tập LACMA

- Reimiro, một vòng cổ hoặc vật trang trí ngực có hình lưỡi liềm có hình đầu ở một hoặc cả hai đỉnh.[125] Thiết kế tương tự xuất hiện trên lá cờ của Rapa Nui. Hai Rei Miru tại Bảo tàng Anh có khắc chữ Rongorongo.
- Moko Miro, một người có đầu thằn lằn.  Moko Miro được sử dụng làm dùi cui vì chân tạo thành hình dạng tay cầm. Nếu nó không được cầm bằng tay, các vũ công sẽ đeo nó quanh cổ trong các bữa tiệc. Moko Miro cũng sẽ được đặt ở ngưỡng cửa để bảo vệ gia đình khỏi bị tổn hại. Nó sẽ được treo trên mái nhà hoặc đặt dưới đất. Hình dạng ban đầu có mắt được làm từ vỏ sò màu trắng và con ngươi được làm bằng đá vỏ chai.[126]
- Moai kavakava là những hình chạm khắc nam giới và Moai Paepae là những hình chạm khắc nữ giới.[127] Những hình người kỳ cục và có độ chi tiết cao này được chạm khắc từ cây Toromiro, tượng trưng cho tổ tiên. Đôi khi những bức tượng này được sử dụng cho nghi lễ sinh sản. Thông thường, chúng được sử dụng để tổ chức lễ thu hoạch; "Những quả hái đầu tiên được chất thành đống xung quanh họ làm lễ vật". Khi các bức tượng không được sử dụng, chúng sẽ được bọc trong vải vỏ cây và cất giữ ở nhà. Đã có một vài lần ghi nhận người dân trên đảo nhặt những hình tượng như búp bê và nhảy cùng chúng.[127] Những hình nhân ban đầu rất hiếm và thường mô tả một hình tượng nam giới với thân hình hốc hác và có chòm râu dê. Xương sườn và đốt sống của các hình nhân lộ ra ngoài và nhiều ví dụ cho thấy có các hình nhân được chạm khắc trên các bộ phận khác nhau của cơ thể nhưng đặc biệt hơn là trên đỉnh đầu. Các hình nhân nữ giới hiếm hơn nam giới, mô tả cơ thể phẳng và thường có bàn tay của nữ nằm ngang cơ thể. Những hình nhân này có một số có kích cỡ khá lớn, nhưng chúng được đeo làm vật trang trí quanh cổ của người trong bộ lạc. Càng đeo nhiều hình nhân thì người đó càng quan trọng. Các hình này có nước bóng sáng bóng được phát triển từ việc cầm và tiếp xúc thường xuyên với da người.[cần dẫn nguồn]
- Ao, một mái chèo nhảy múa lớn

### Hiện tại
Rapanui tài trợ cho một lễ hội hàng năm mang tên Tapati, được tổ chức từ năm 1975 vào khoảng đầu tháng 2 để tôn vinh văn hóa Rapa Nui. Người dân trên đảo cũng duy trì một đội tuyển bóng đá quốc gia và ba disco ở thị trấn Hanga Roa. Các hoạt động văn hóa khác bao gồm truyền thống âm nhạc kết hợp ảnh hưởng của Nam Mỹ và Polynesia, và chạm khắc gỗ.
Chặng Chile của Red Bull Cliff Diving World Series diễn ra trên đảo Rapa Nui.
Lễ hội Tapati Rapa Nui ("lễ hội tuần" trong ngôn ngữ địa phương) là một lễ hội kéo dài hai tuần hàng năm nhằm tôn vinh văn hóa đảo Phục Sinh. Tapati tập trung vào cuộc cạnh tranh giữa hai gia đình/gia tộc cạnh tranh trong nhiều cuộc thi khác nhau để kiếm điểm. Đội chiến thắng cho ứng cử viên của họ đăng quang 'nữ vương' của đảo vào năm tiếp theo.  Các cuộc thi là cách để duy trì và tôn vinh các hoạt động văn hóa truyền thống như nấu ăn, làm đồ trang sức, chạm khắc gỗ và chèo thuyền.

## Nhân khẩu
Dân số theo cuộc điều tra dân số năm 2012 là 5.761 (tăng từ 3.791 năm 2002). Năm 2002, 60% là người gốc Rapa Nui bản địa, 39% là người người Chile đại lục (hoặc hậu duệ của họ sinh ra ở đảo Phục Sinh) là người gốc Âu (chủ yếu là người Tây Ban Nha) hoặc  mestizo (hỗn chủng của người châu Âu và người châu Mỹ bản địa Chile), và 1% còn lại là người châu Mỹ bản địa từ Chile lục địa (hoặc hậu duệ của họ sinh ra ở đảo Phục Sinh). Tính đến  năm 2012, mật độ dân số trên đảo Phục Sinh là 35/km2 (91/sq mi).
Dân số năm 1982 là 1.936 người. Sự gia tăng dân số trong  điều tra dân số gần đây một phần là do sự xuất hiện của người gốc Âu hoặc người lai gốc Âu và da đỏ đến từ lục địa Chile. Tuy nhiên, hầu hết đều kết hôn với người phối ngẫu Rapa Nui. Khoảng 70% dân số là người bản địa. Ước tính dân số tiền châu Âu dao động từ 7–17.000. Số lượng dân số thấp nhất mọi thời đại của đảo Phục Sinh là 111 người được báo cáo vào năm 1877. Trong số 111 người Rapa Nui này, chỉ có 36 người có con cháu, và tất cả người Rapa Nui ngày nay đều tuyên bố có nguồn gốc từ 36 người đó.
Ngôn ngữ truyền thống của đảo Phục Sinh là Rapa Nui, một ngôn ngữ Đông Polynesia, có một số điểm tương đồng với tiếng Hawaii và tiếng Tahiti. Tuy nhiên, giống như tại lục địa Chile, ngôn ngữ chính thức được sử dụng là tiếng Tây Ban Nha. Đảo Phục Sinh là lãnh thổ duy nhất tại Polynesia có ngôn ngữ chính thức là tiếng Tây Ban Nha.
Có nguồn cho là 2.700 người bản địa Rapa Nui sống trên đảo có kiến thức nhất định về ngôn ngữ truyền thống của họ; tuy nhiên, dữ liệu điều tra dân số không tồn tại về ngôn ngữ chính mà cư dân Đảo Phục Sinh biết và nói, và có những tuyên bố gần đây rằng số lượng người nói thông thạo chỉ khoảng 800 người. Tiếng Rapa Nui bị suy giảm số lượng người nói khi đảo trải qua quá trình Tây Ban Nha hóa, vì đảo này thuộc quyền quản lý của Chile và hiện là nơi sinh sống của một số người Chile lục địa, hầu hết họ chỉ nói tiếng Tây Ban Nha. Vì lý do này, hầu hết trẻ em Rapa Nui lớn lên đều nói tiếng Tây Ban Nha và những người học tiếng Rapa Nui sẽ bắt đầu học nó sau này khi lớn hơn. Dù có những nỗ lực nhằm hồi sinh ngôn ngữ này, Ethnologue đã xác định rằng tiếng Rapa Nui hiện là ngôn ngữ bị đe dọa.
Địa danh tếng Rapa Nui bản địa của đảo Phục Sinh vẫn tồn tại và có rất ít sự bổ sung hoặc thay thế bằng tiếng Tây Ban Nha, thực tế này đóng góp một phần giúp ngôn ngữ Rapa Nui tồn tại.

## Chính phủ
Đảo Phục Sinh chia sẻ với quần đảo Juan Fernández tình trạng hiến pháp là "lãnh thổ đặc biệt" của Chile, được cấp vào năm 2007. Tính đến năm 2011, một hiến chương đặc biệt cho hòn đảo này đang được thảo luận tại Quốc hội Chile.
Về mặt hành chính, đảo này là một tỉnh (tỉnh Isla de Pascua) của vùng Valparaíso và có một xã duy nhất (comuna) (Isla de Pascua). Cả tỉnh và xã đều được gọi là Isla de Pascua và bao gồm toàn bộ đảo này cũng như các đảo nhỏ và đá xung quanh, cộng với Isla Salas y Gómez nằm cách 380 km (240 mi) về phía đông. Thống đốc tỉnh do Tổng thống Chile bổ nhiệm. Chính quyền địa phương đặt tại Hanga Roa, do thị trưởng lãnh đạo và một hội đồng tự quản gồm sáu thành viên, tất cả đều được bầu trực tiếp với nhiệm kỳ 4 năm.
Vào tháng 8 năm 2018, luật cấm người không cư trú trên đảo ở lại đảo quá 30 ngày có hiệu lực.
Kể từ năm 1966, mức án các vụ án hiếp dâm, lạm dụng tình dục và tội phạm tài sản ở đảo Phục Sinh thấp hơn so với các tội tương ứng ở lục địa Chile. Luật này đã bị bãi bỏ vào năm 2021 do một sắc lệnh của Tòa án Hiến pháp.

## Notable people

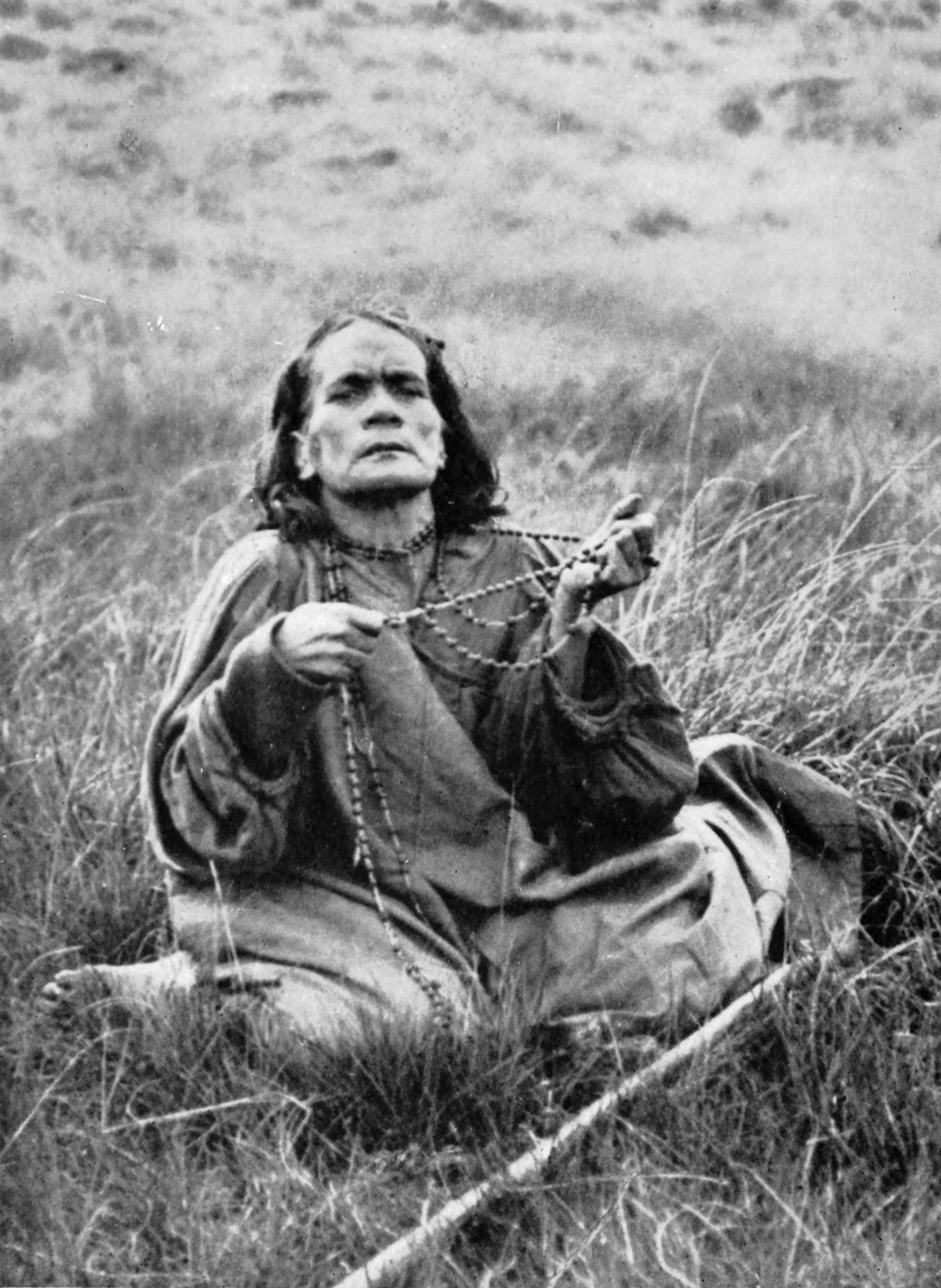
Angata, 1919

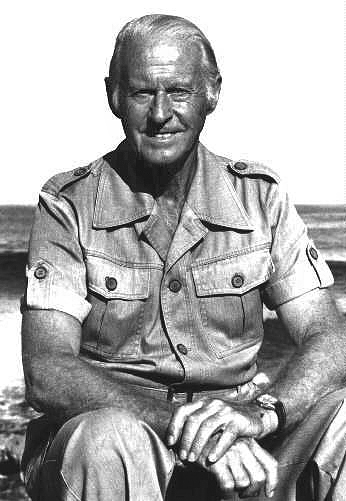
Thor Heyerdahl, 1980

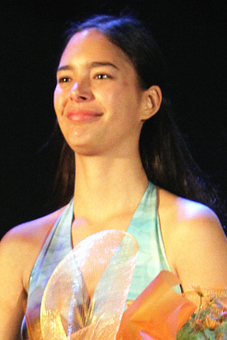
Mahani Teave, 2012

- Laura Alarcón Rapu, governor (since 2018)
- Tiare Aguilera Hey, member of the Chilean Constitutional Convention (since 2021)
- Felipe González de Ahedo (1714–1802), a Spanish navigator and cartographer; annexed Easter Island in 1770.
- Angata (k. 1853–1914), native catechist and prophetess who led a 1914 rebellion
- Thomas Barthel (1923–1997) a German ethnologist and epigrapher
- Carmen Cardinali (born 1944) a Rapa Nui Chilean professor, governor of Easter Island, 2010-2014.
- Jean-Baptiste Dutrou-Bornier (1834–1876) a French mariner, removed many of the Rapa Nui people and turned the island into a sheep ranch.
- Sebastian Englert (1888–1969), missionary and ethnologist
- Eugène Eyraud (1820–1868), missionary
- Thor Heyerdahl (1914–2002), a Norwegian adventurer and ethnographer
- Melania Hotu (born 1959), governor (2006–2010, 2015–2018)
- Marta Hotus Tuki (born 1969), governor (2014–2015)
- Riro Kāinga (died 1898 or 1899), last person to hold title of king and rule before Chilean consolidation
- Kings of Easter Island
- Hotu Matuꞌa, island founder
- William Mulloy (1917–1978), an American anthropologist and archaeologist
- Nga'ara (died 1859), one of the last 'ariki
- Jacobo Hey Paoa, first Rapa Nui male to earn a law degree and become an attorney
- Pedro Edmunds Paoa (born 1961), mayor and former governor
- Juan Edmunds Rapahango (1923–2012), former mayor
- Hippolyte Roussel (1824–1898), a French priest and missionary
- Katherine Routledge (1866–1935), an English archaeologist and anthropologist
- Alexander Ariʻipaea Salmon (1855–1914) English-Jewish-Tahitian de facto ruler of Easter Island, 1878-1888.
- Mahani Teave (born 1983), a Chilean American classical pianist
- Atamu Tekena (k. 1850–1892), missionary installed King who ceded island to Chile
- José Fati Tepano, first Rapa Nui male to serve as a titular judge upon completing training in Chile
- Juan Tepano (1867–1947), indigenous leader and cultural informant
- Valentino Riroroko Tuki (1932–2017) last claimant to the Rapa Nui throne
- Lynn Rapu Tuki (born 1969), head-teacher, promotes the arts and traditions of the Rapa Nui People.
- Luz Zasso Paoa a Rapa Nui politician, mayor of Easter Island, 2008-2012.

## Giao thông
Đảo Phục Sinh có sân bay quốc tế Mataveri, với dịch vụ hàng không  (hiện kà Boeing 787s) từ hãng LATAM Chile, và theo mùa có các hãng con như LATAM Perú.

## Hình ảnh

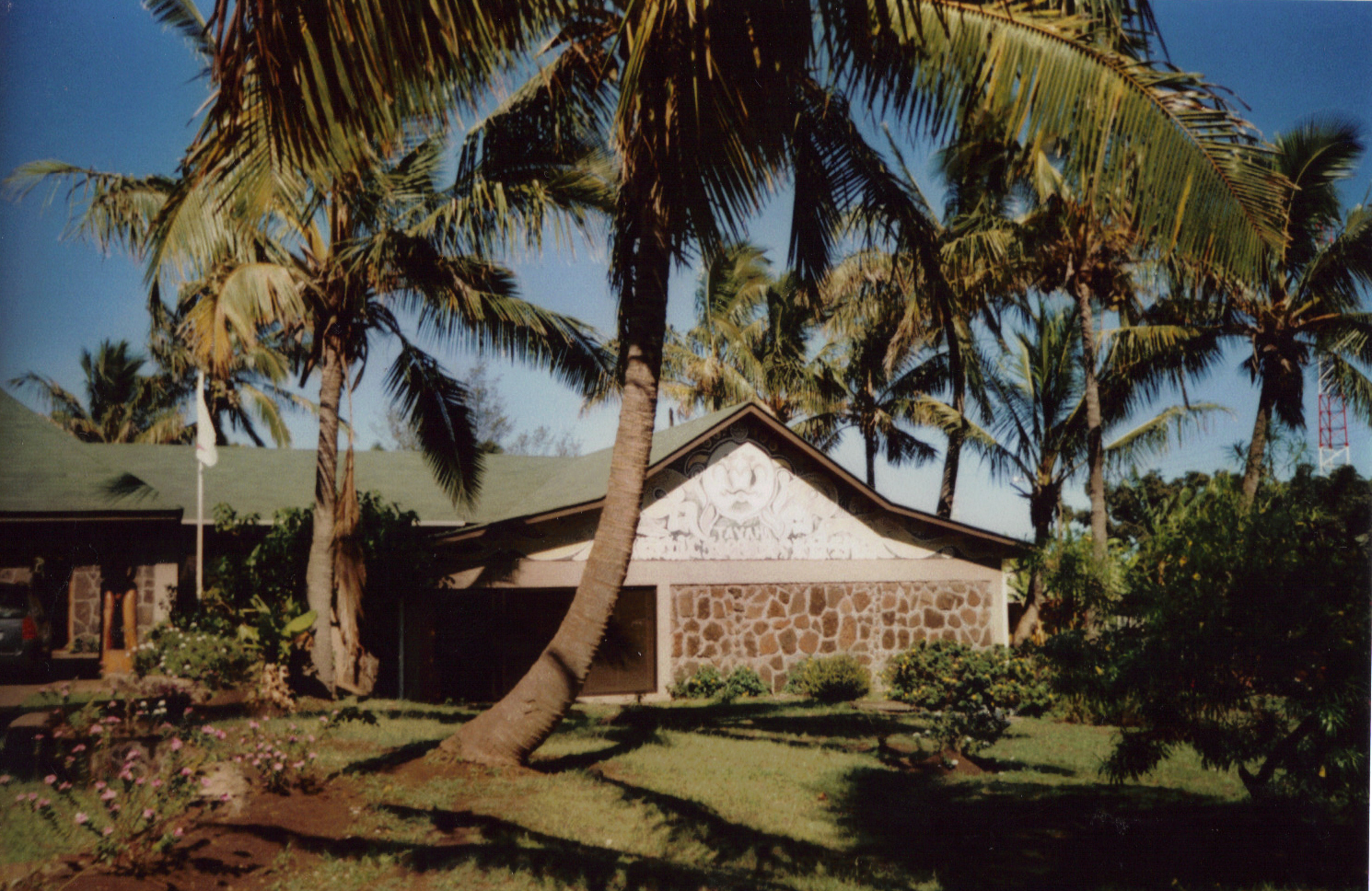
Toà nhà chính quyền Hanga Roa
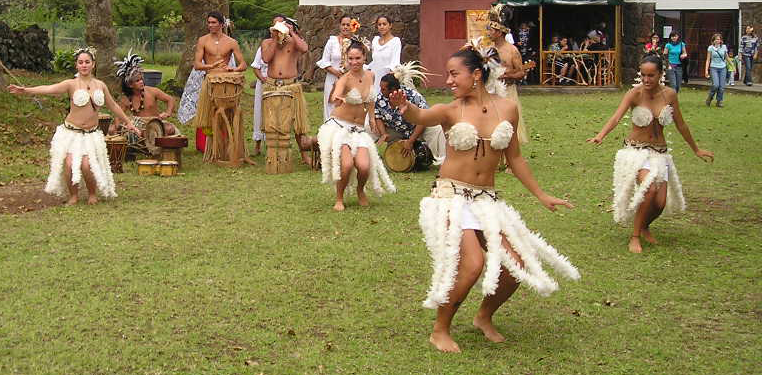
Nguowif with feavới trang phục lông vũ có trong hành trình du lịchishing boats
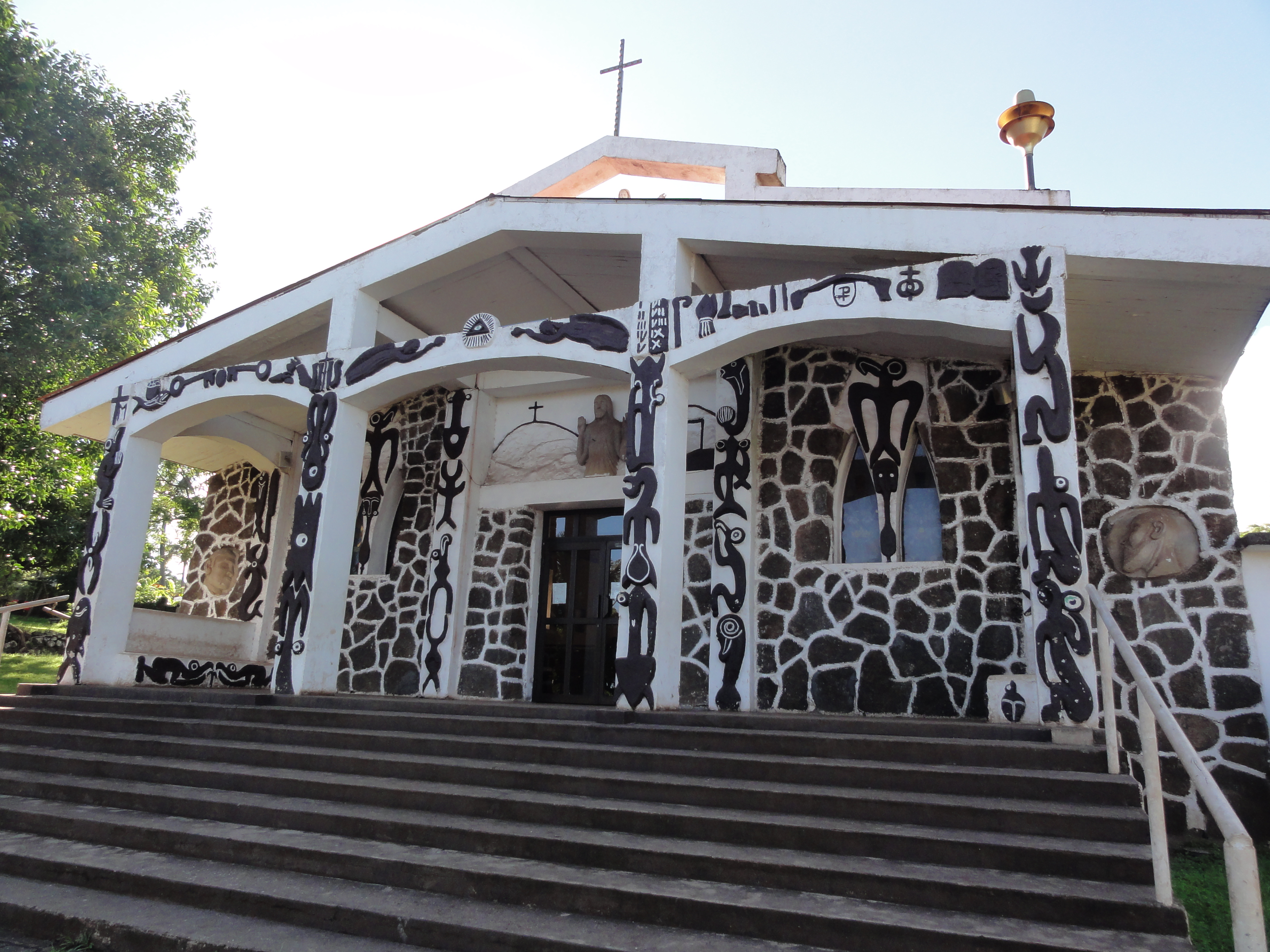
Mặt tiền của nhà thờ Công giáo, Hanga Roa
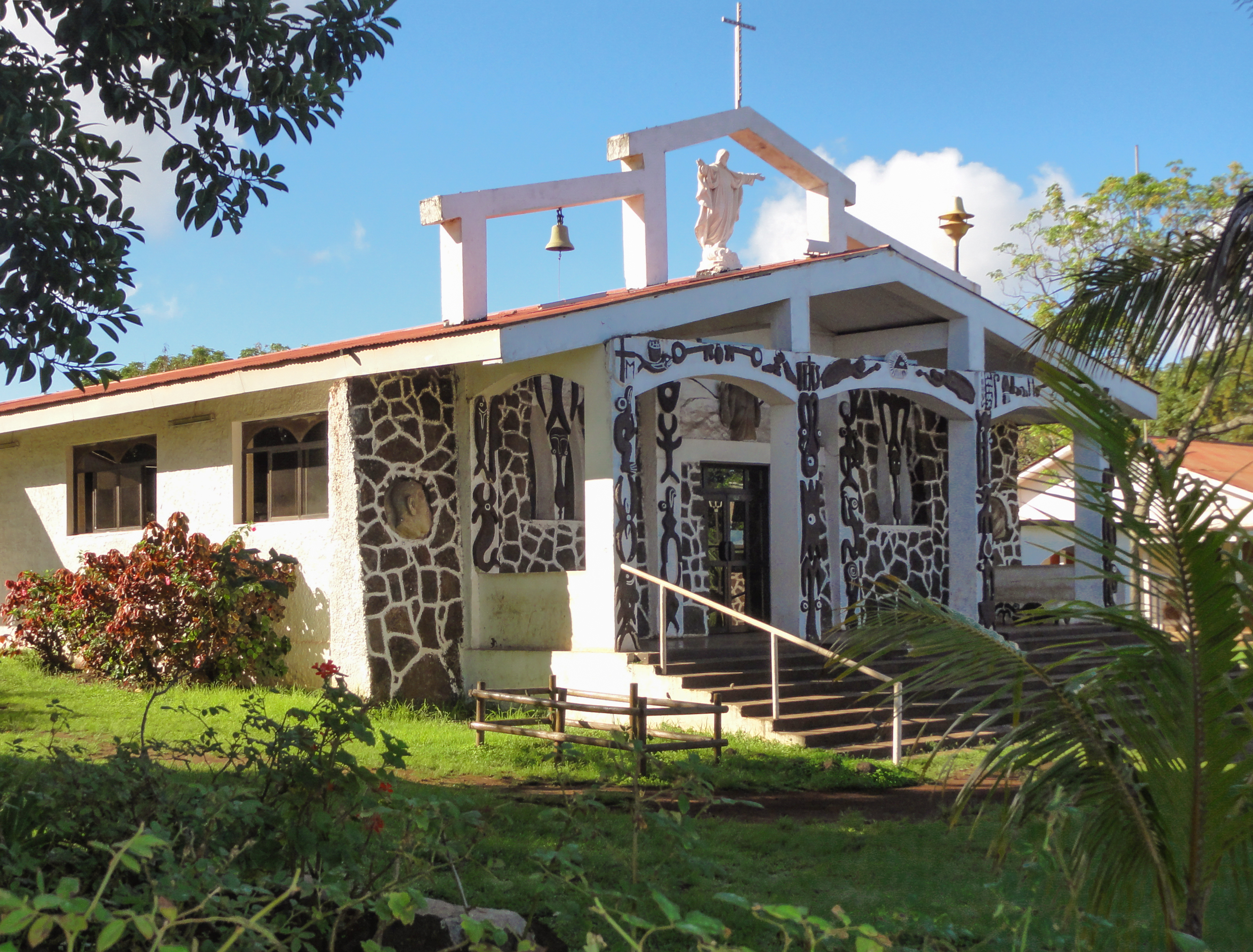
Catholic Church, Hanga Roa
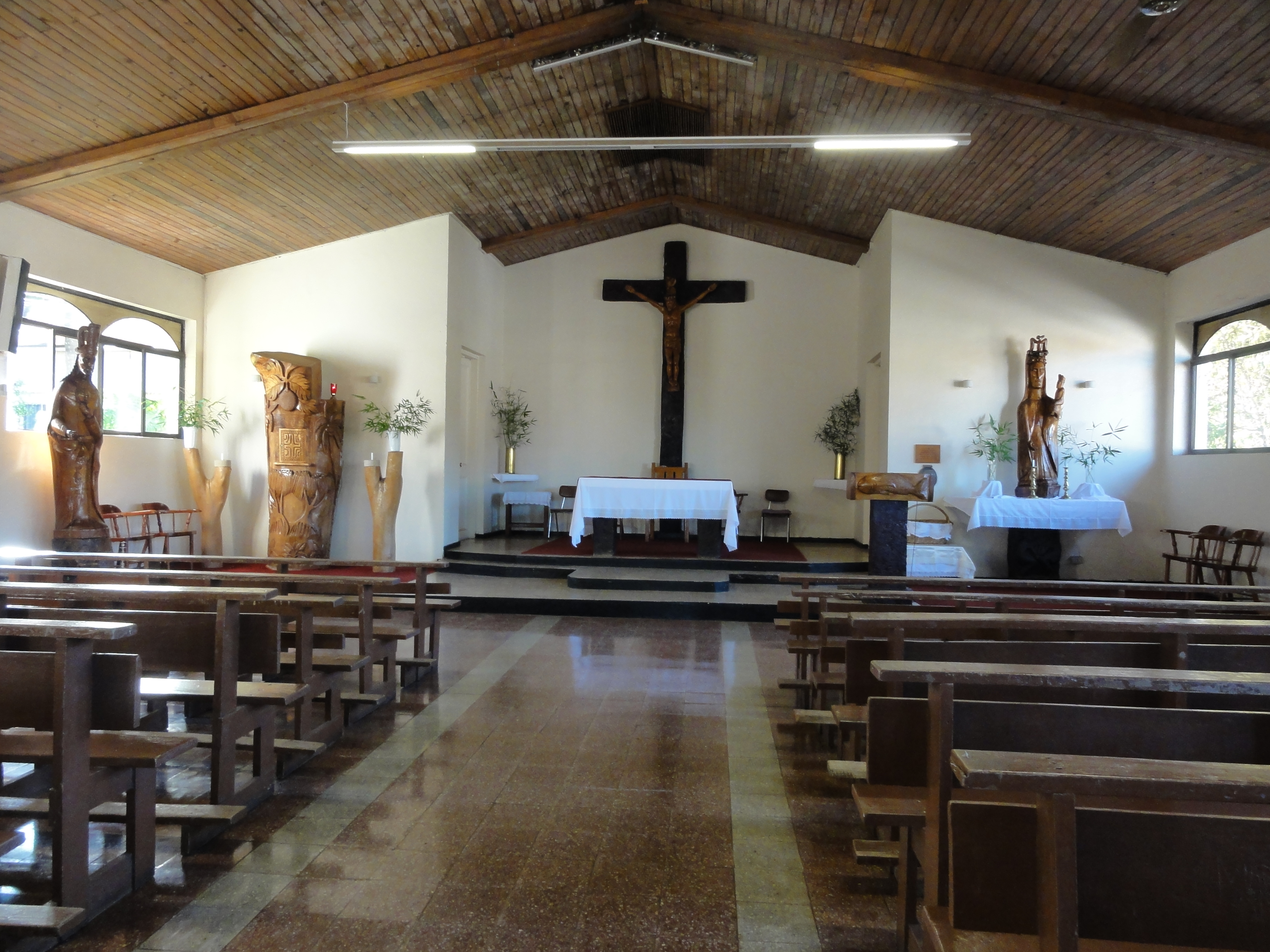
Bên trong nhà thờ Công giáo tại Hanga Roa